# Club Estudiantes de La Plata
El Club Estudiantes de La Plata es una entidad polideportiva ubicada en La Plata, ciudad capital de la Provincia de Buenos Aires, Argentina. Fue fundado como club de fútbol el 4 de agosto de 1905 y posee alrededor de 56 000 socios. Su principal sección deportiva es el fútbol masculino y su equipo se desempeña en la Primera División de Argentina.
Su mayor logro deportivo lo obtuvo en 1968, cuando se consagró campeón del mundo al derrotar al Manchester United de Inglaterra en la final de la Copa Intercontinental. Estudiantes está en el grupo de los únicos seis equipos argentinos que han ganado el máximo campeonato de clubes de fútbol a nivel mundial. También disputó las finales del mundo en 1969, 1970 y 2009, esta última bajo el nuevo formato de Mundial de Clubes de la FIFA.
Comenzó su participación futbolística oficial en 1906, al incorporarse a los torneos de AFA, y es el único club de la ciudad de La Plata en haber obtenido títulos oficiales nacionales e internacionales, de carácter regular, en la era profesional. Ha ganado cinco campeonatos de liga de Primera División del fútbol argentino en el profesionalismo y uno en el amateurismo. Mientras que, a nivel internacional, ha conquistado en cuatro ocasiones la Copa Libertadores de América, por lo que es el tercer conjunto argentino que más veces la obtuvo; y el cuarto a nivel continental, junto a River Plate. En adición, es uno de los cuatro clubes con mayor efectividad en esta competencia entre aquellos que disputaron más de una edición y se ubica en el 4.to lugar entre los clubes argentinos que más torneos internacionales confederativos e interconfederativos han disputado, habiendo clasificado en 44 oportunidades.
Además de ser la institución que rompió con la hegemonía de títulos nacionales de Primera División de los denominados «cinco grandes» en la era profesional, en 1967, ha conquistado la Copa Interamericana 1969 y cinco copas nacionales: Copa Escobar 1944, Copa de la República 1945, Copa Argentina 2023, Copa de la Liga 2024 y Trofeo de Campeones 2024. En consecuencia, totaliza 17 títulos oficiales en la máxima categoría, entre campeonatos y copas de AFA, CSF y FIFA. También disputó el partido definitorio de la Copa Libertadores 1971, Sudamericana 2008 y Recopa Sudamericana 2010, totalizando, hasta hoy, doce finales a nivel internacional.
Estudiantes se encuentra entre los cinco equipos del fútbol argentino con más presencias en Primera División (94 temporadas en la era profesional y 113 sumando el amateurismo), superado solamente por River Plate, Boca Juniors e Independiente; e igualado con Racing Club. Y, a nivel internacional, entre abril y mayo de 2010 alcanzó su mejor ubicación (2.do puesto) en la clasificación mundial de clubes de la IFFHS, siendo uno de los equipos argentinos considerado por la FIFA como «club clásico».
Con la obtención de la Copa Libertadores 2009, se convirtió en el cuarto equipo más laureado del fútbol sudamericano en esta competición y disputó, por primera vez en su historia, la Copa Mundial de Clubes, en Emiratos Árabes Unidos, donde fue finalista y el segundo equipo argentino en alcanzar esta instancia internacional.
A lo largo de su historia deportiva, Estudiantes se ha destacado por ser un club formador de numerosos futbolistas que han alcanzado reconocimiento internacional, destacando la proyección de prolíficos goleadores. En efecto, tres de los diez máximos goleadores de todos los tiempos en competencias oficiales de AFA se han formado en sus categorías juveniles y debutado profesionalmente en la institución: Manuel Pelegrina, Martín Palermo y Ricardo Infante.

## Historia
En 1905, un grupo de socios decidió alejarse del Club de Gimnasia y Esgrima La Plata, institución de origen en la clase aristocrática de la ciudad desde su temprana fundación, para crear un nuevo club en La Plata que permitiera y privilegiara la práctica del fútbol. Fue por desacuerdos con las decisiones que su dirigencia tomó concernientes a este deporte, que discontinuó la actividad luego de tener que abandonar el campo de deportes que utilizaba en la intersección de la avenida 1 y calle 47, por imposición del Estado provincial, y priorizó disciplinas como la esgrima, los deportes de salón y las actividades sociales.
Así, el 4 de agosto de 1905, en la zapatería propiedad de Félix Díaz, en la avenida 7 entre 57 y 58 de La Plata, se fundó el, por ese entonces, «Club Atlético Estudiantes». Su primer presidente, Miguel Gutiérrez, exsocio del Club de Gimnasia y Esgrima, fue elegido la noche de la constitución del acta fundacional, redactada por el primer socio de la entidad: Alfredo Lartigue. Tomó el nombre de «Club Atlético Estudiantes» debido a que sus veinte socios fundadores eran estudiantes universitarios. Desde su constitución, es una entidad dedicada principalmente al fútbol, aunque con los años extendió el desarrollo deportivo a otras secciones para la práctica del baloncesto, el balonmano, el hockey sobre césped, el tenis, la natación y el golf, entre otros.
Los colores y el diseño de la camiseta del club, a rayas verticales rojo punzó y blanco, fueron establecidos en una asamblea realizada el 28 de febrero de 1906, cuando los fundadores de la institución se inclinaron por los mismos colores que el English High School, del cual eran alumnos varios de ellos. Fue Tomás Shedden quien, por apego a las franjas rojas y blancas de los equipos de dicho colegio, propuso usarlos para la camiseta del club. Pero como los colores ya eran utilizados por el club de los exalumnos de la escuela, el Alumni Athletic Club, el uniforme fue rechazado por la Argentine Football Association y debió rediseñarse con rayas verticales más anchas.

### El fútbol en la era amateur

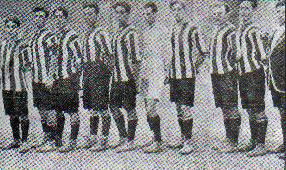
Una formación del equipo de 1913, campeón en la máxima categoría de la era amateur.

Su primer campo de juego estuvo ubicado, provisoriamente, en el predio donde funcionaban los talleres del ferrocarril «La Clementina», en la intersección de las avenidas 19 y 51 de la ciudad de La Plata (actual Plaza Islas Malvinas). Fue estrenado el 5 de noviembre de 1905, frente a Wanderers Nacional de Buenos Aires. Un año después, Estudiantes se inscribió en la Argentine Football Association y se afilió a la Tercera División, pero solo jugó una temporada.
El 25 de diciembre de 1907 se inauguró el Estadio Jorge Luis Hirschi en la actual localización de las calles 1 y 57, en terrenos pertenecientes al Gobierno provincial que le habían sido adjudicados en febrero de 1906, donde se encontraba el velódromo platense. Esto le permitió reincorporarse, en la siguiente temporada, a los concursos oficiales de la máxima institución.
Seis años después de su fundación, en 1911, llegó a la división mayor de la Asociación Argentina de Football, al derrotar por 3-0 a Independiente, en la fecha final, y coronarse con una campaña de 13 triunfos, 4 empates y una derrota, con 49 goles a favor y 14 en contra. Estudiantes fue, de esta forma, el primer club de La Plata en representar a la ciudad en la máxima categoría del fútbol argentino. Al año siguiente, no obstante, fundó la Federación Argentina de Football junto con otros clubes que se desafiliaron de la Asociación.
El 23 de noviembre de 1913, Estudiantes logró su primer y único título amateur de Primera División y se convirtió en el primer club platense en consagrarse campeón de la máxima categoría del fútbol argentino. También obtuvo el derecho a disputar la Copa Río de La Plata, que según el libro Historia del Fútbol Platense, de Miguel Bionda, conquistó luego de vencer al River Plate Football Club de Montevideo, Uruguay, por 4-1. Sin embargo, otros estudios, como los del «Centro para la Investigación de la Historia del Fútbol» (CIHF), aseguran que el partido no llegó a disputarse.
En 1914 repitió la destacada campaña de la temporada anterior y llegó al subcampeonato en el último torneo organizado por la FAF antes de la fusión de entidades con la Asociación Argentina de Football. Igual posición ocuparía en el Campeonato de Primera División de 1919, en un torneo de irregular desarrollo que presentó la participación de solo seis clubes por la ruptura y desafiliación de la mayoría de los equipos, que fundaron la disidente Asociación Amateurs de Football a la que Estudiantes se afiliaría en 1924, dos años antes de la definitiva fusión de asociaciones.
Ya con Estudiantes en la máxima categoría, en 1915, Club de Gimnasia y Esgrima La Plata ganó el ascenso a Primera y comenzó la historia de uno de los clásicos más populares del fútbol argentino. El primer partido oficial entre ambos se disputó el 27 de agosto de 1916, con derrota de Estudiantes por 1-0.
Hacia finales de la década de 1920, apareció una recordada formación de la historia de Estudiantes con el nombre de «Los Profesores». Su delantera estaba integrada por Miguel Ángel Lauri, Alejandro Scopelli, Alberto Zozaya, Manuel Ferreira y Enrique Guaita, y sería la base del equipo que, tras consagrarse subcampeón del último certamen del amateurismo en 1930, también pelearía hasta las últimas fechas por el título de Primera División en el torneo inaugural de la era profesional.

### La era del profesionalismo: primeros logros e intervención

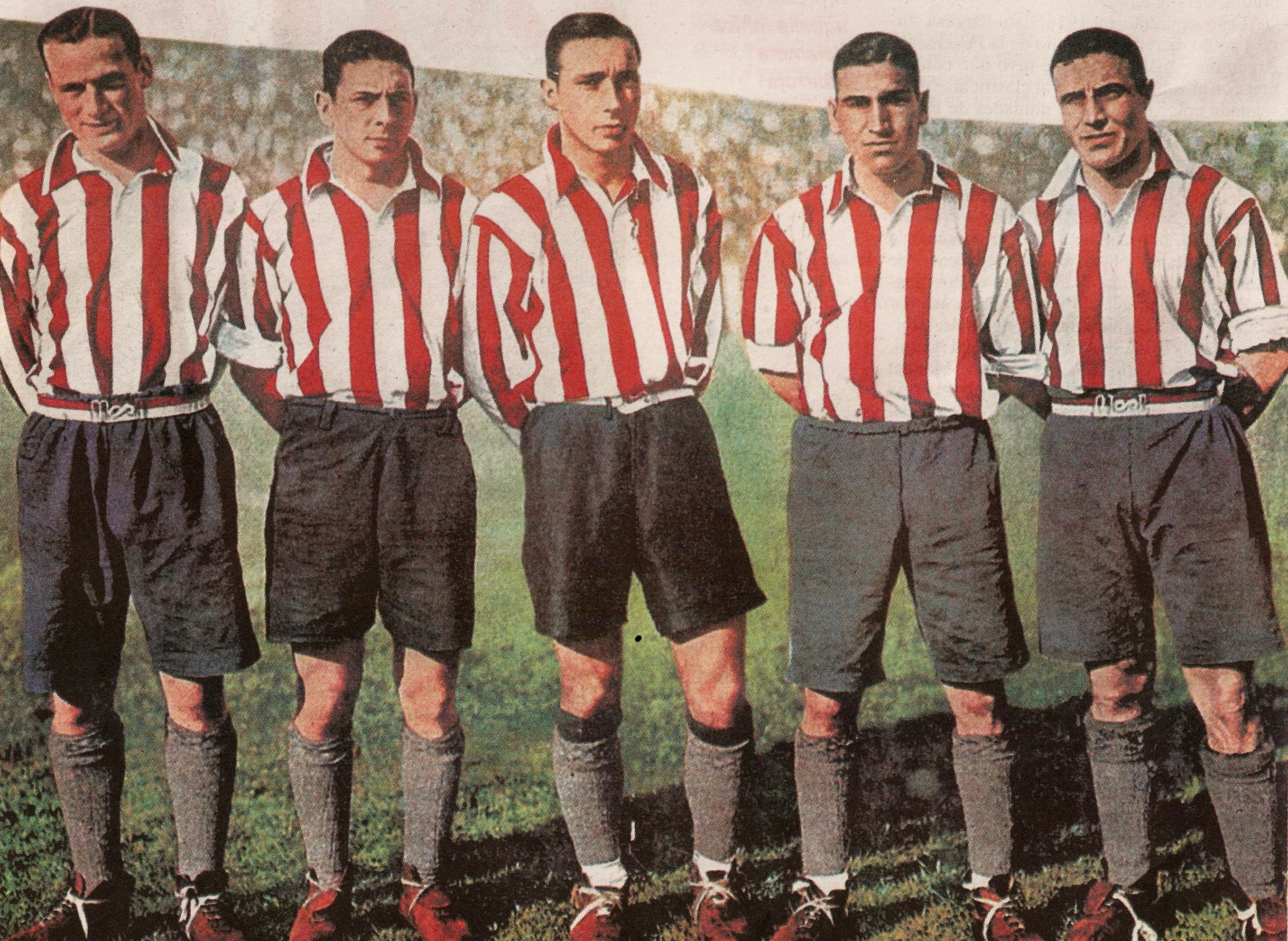
«Los Profesores»: Miguel Ángel Lauri, Alejandro Scopelli, Alberto Zozaya, Manuel Ferreira y Enrique Guaita.

Estudiantes debutó en los campeonatos profesionales el 31 de mayo de 1931, con un triunfo frente a Talleres de Remedios de Escalada por 3-0, partido donde Alberto Zozaya marcó el primer gol en la historia profesional de la Primera División; con 33 goles, también se convertiría en el primer goleador de un campeonato de la máxima categoría en la historia de la era profesional.
En ese torneo, el equipo obtuvo el tercer puesto, al sumar 44 puntos, precedido por San Lorenzo, con 45 puntos, y por Boca Juniors, que con 50 unidades se consagró campeón. Junto a los denominados «cinco grandes», Estudiantes fue uno de los animadores -una constante en el primer lustro del profesionalismo- y llegó a las fechas finales en las primeras ubicaciones. A falta de tres jornadas, debió enfrentar como local a Boca Juniors, quien ganando se consagraba campeón. Pero Estudiantes lo goleó por 4-1 y, a dos fechas del término del certamen, quedó a solo dos unidades del puntero. Sin embargo, en la penúltima fecha, Atlanta, que terminaría en la última colocación, lo derrotó sorpresivamente, 2-1, posibilitando la coronación de Boca, que esa jornada le ganó a Talleres de Remedios de Escalada.
Otro destacado desempeño tuvo en el Campeonato de 1932, en el que terminó en el 6.º lugar, por debajo de los «cinco grandes». En esta temporada, además de lograr una de las mayores goleadas del clásico platense, por 6-1, disputó su primera final oficial de la era profesional, en la Copa de Competencia, en la que se coronó subcampeón al caer, 3-1, con River Plate.
En 1935, tras la fusión con el Club La Plata, la institución tomó su nombre definitivo de Club Estudiantes de La Plata.
Entre 1939 y 1941, Estudiantes logró la racha de cinco triunfos consecutivos en el clásico platense, la mejor marca del historial entre ambos clubes en Primera División, que volvería a repetir entre 2006 y 2008.
Durante la década de 1940, el club obtuvo las posiciones más importantes en los campeonatos de Primera División hasta lo que luego sería su primera consagración, en 1967, con sendos terceros puestos en los años 1944 y 1948. Además de los aceptables desempeños en esos campeonatos, Estudiantes obtuvo en 1944 la Copa Adrián Escobar, una competencia oficial que se disputaba para cerrar la temporada entre los siete primeros equipos del campeonato de Primera División en curso, al vencer a San Lorenzo en la final, 1-0, con un tanto de Ricardo Infante; y solo dos años después, la Copa de la República 1945, ante Boca Juniors, cuyas finales, sin embargo, se disputaron en 1946: como el primer cotejo terminó igualado 4-4, los equipos debieron jugar un partido desempate, el 18 de diciembre, que consagró campeón a Estudiantes luego de derrotar a Boca por 1-0 con gol de Manuel Pelegrina.

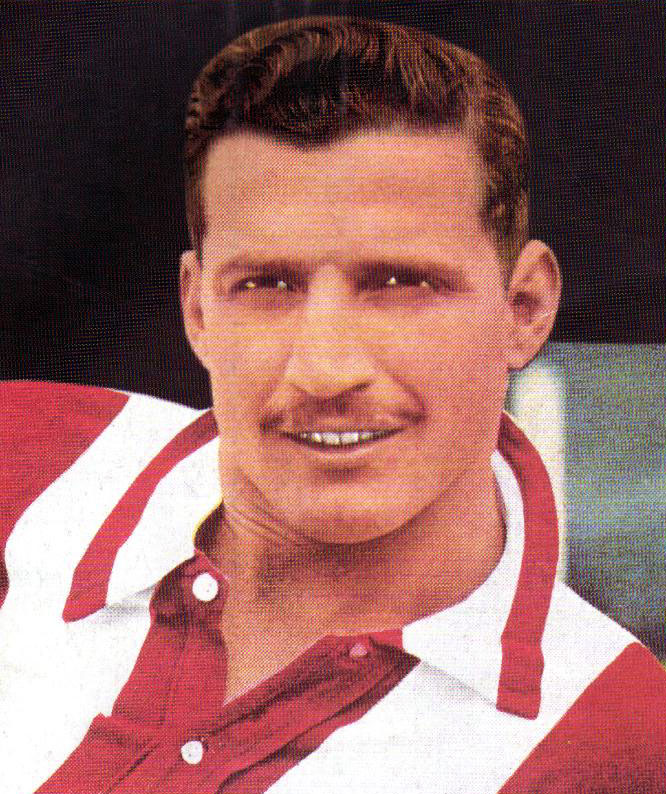
Ricardo Infante, segundo goleador histórico del club en el profesionalismo.

Los buenos resultados de Estudiantes se interrumpirían abruptamente unos años después. En 1953, luego de que el club fuera intervenido por los gobiernos nacional y provincial, Estudiantes descendería a la segunda categoría por primera vez en su historia.
El hecho se originó a partir de una denuncia de la CGT, tras lo cual la institución fue intervenida por problemas extradeportivos originados por disidencias políticas con el Estado nacional que presidía Juan Domingo Perón. El club fue acusado de «boicot» contra la «doctrina justicialista» por mantener ocultos en la sede y no repartir entre sus asociados cerca de dos mil ejemplares de un libro de lectura obligatoria en las escuelas de enseñanza media, «La razón de mi vida», autobiografía de quien, hasta su fallecimiento en 1952, había sido la primera dama, Eva Duarte de Perón. Con su muerte, La Plata cambió su nombre por el de «Eva Perón», por lo que la institución modificó su nomenclatura a «Club Estudiantes de Eva Perón», hasta 1955, cuando la ciudad volvió a su designación original.
Ante aquellos episodios, la dirección del club fue tomada por una «Comisión Interventora» oficialista y ajena a la institución, pese a lo cual la Comisión Directiva original continuó funcionando de manera «clandestina» en la sede del Club Everton.
Para algunos historiadores, relato con el que coinciden muchos exdirectivos que formaban parte de la comisión cuando el club fue intervenido, el caso de los libros archivados fue una maniobra política para castigar a la institución por la identificación de los principales dirigentes de ese período con el Partido Socialista y el radicalismo; ambas, doctrinas de oposición al partido gobernante.
Igualmente, y a pesar de los inconvenientes con el poder político, en solo dos años el club se repuso institucionalmente y Estudiantes volvió a Primera División, al consagrarse campeón del principal torneo de ascenso de 1954 tras sumar 19 victorias, 8 empates y 7 derrotas, nuevamente con Manuel Pelegrina como goleador.

### La época dorada: campeón del mundo

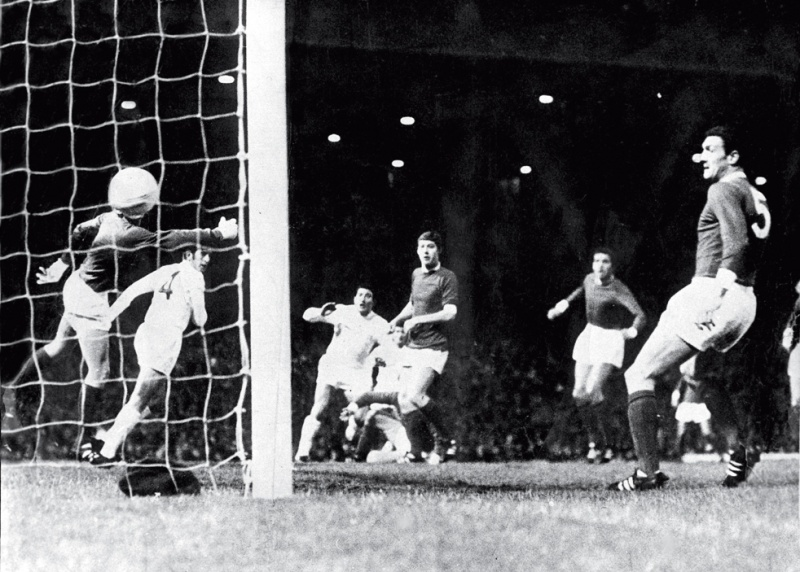
Juan Ramón Verón convierte ante el Manchester United en la final intercontinental.

Hacia finales de la década de 1950, con excepción del subcampeonato en la Copa Juan Domingo Perón (un certamen de pretemporada de carácter amistoso oficializado por la Asociación del Fútbol Argentino en 2024) y del aceptable desempeño en el Campeonato de 1957, la realidad futbolística de Estudiantes de La Plata estuvo marcada por la irregularidad. Su permanencia en la máxima categoría peligró en varias temporadas, como en 1955, cuando el equipo llegó a la antepenúltima fecha en el último lugar de la tabla de posiciones, pero evitó el descenso al ganar los últimos tres partidos y superar a Platense, el relegado, que apenas cosechó dos puntos en las cinco jornadas finales; o en 1956, año en el que también se aseguró la permanencia en Primera en la última fecha, al derrotar al campeón del torneo, River Plate, como local, 2-1.
Una situación similar padeció en el inicio de la década de 1960: en 1961, evitó el descenso en la última jornada, al lograr el empate (1-1) que lo mantenía en la máxima categoría, con un gol de Juan Carlos Rulli a diez minutos del final del partido, jugando como visitante ante Lanús, que finalmente perdió la categoría luego de un accidentado partido entre ambos equipos en el que hubo ocho expulsados; en 1962, se benefició por el sistema de promedios instaurado en 1957 para determinar a los clubes descendidos, ya que había finalizado en las últimas dos posiciones del campeonato regular; y en 1963, terminó último en la tabla de promedios, pero la Asociación del Fútbol Argentino suspendió los descensos por un período de tres años antes del comienzo del Campeonato de 1964.
En 1967, con el trabajo de Miguel Ignomiriello a cargo de las divisiones inferiores, el director técnico Osvaldo Zubeldía, el preparador físico Jorge Kistenmacher y el presidente del club, Mariano Mangano, se terminó de cohesionar un equipo que el 6 de agosto de ese año, en la final del torneo jugada en el Viejo Gasómetro, derrotó a Racing Club por 3-0 (goles de Raúl Horacio Madero, Juan Ramón Verón y Felipe Ribaudo) y conquistó el primer Campeonato Metropolitano de la historia. Se convirtió, así, en el primer club argentino en ganar un torneo de Primera División en la era profesional y quebrar la hegemonía de títulos que, hasta ese año y desde 1931, poseían los denominados «cinco grandes» del fútbol nacional: Boca Juniors, River Plate, San Lorenzo, Racing Club e Independiente.

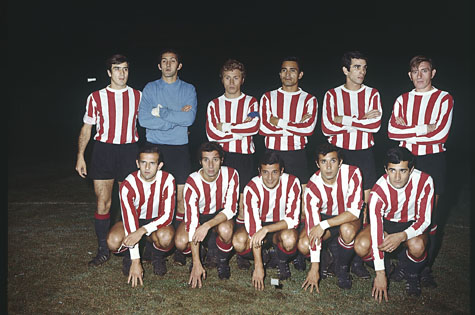
Formación del equipo que alcanzó la máxima conquista, la Copa Intercontinental 1968.

Pese a coronarse campeón del Torneo Metropolitano, el club obtuvo el derecho a participar en la Copa Libertadores de América de 1968 luego de lograr el segundo puesto en el Campeonato Nacional de 1967, detrás de Independiente y con una ventaja de cuatro puntos sobre el tercero, Vélez Sarsfield. En ese torneo, Estudiantes obtuvo un récord que aún no ha sido igualado: clasificarse subcampeón de forma invicta, tras 9 victorias y 6 empates, con 19 goles a favor y 8 en contra; y cosechó su mejor serie de partidos oficiales sin derrotas en Primera División (27), entre junio de 1967 y abril de 1968.
En su primera participación en la Copa Libertadores, el equipo de Zubeldía eliminó en la fase inicial a Millonarios y Deportivo Cali, ambos de Colombia; en la segunda ronda, a Independiente y Universitario de Deportes, de Perú; y en semifinales, al campeón Racing Club, al que derrotó luego de un partido de desempate jugado en el Estadio Monumental de River Plate. El torneo continental lo conquistó tras disputar tres encuentros de la final con Palmeiras de Brasil: el primer partido se jugó el 2 de mayo en la ciudad de La Plata y lo ganó Estudiantes por 2-1; el segundo, el 7 de mayo en São Paulo, Brasil, terminó con el triunfo de Palmeiras, 3-1; y el tercero y decisivo se jugó el 16 de mayo en el Estadio Centenario de Montevideo, partido en el que el «Pincha» se impuso por 2-0, con tantos de Felipe Ribaudo y Juan Ramón Verón, conquistando su primer trofeo internacional.

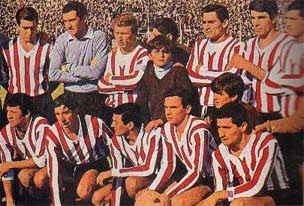
La tarde que derrotó a Racing Club y se consagró campeón de Primera División en 1967.

Ese triunfo le permitió disputar la Copa Intercontinental con el campeón europeo, a la sazón, el equipo inglés Manchester United. El primer partido de la final, que terminó 1-0 a favor de Estudiantes con gol de Marcos Conigliaro, se jugó el 25 de septiembre en el estadio de Boca Juniors; y el partido decisivo, en Old Trafford de Mánchester. Allí, con un empate a un tanto, con goles de Juan Ramón Verón; y Morgan para el club inglés, Estudiantes logró el máximo trofeo mundial de clubes de fútbol, siendo el segundo club del fútbol argentino en alcanzarlo.
La noche de la consagración en Inglaterra, el miércoles 16 de octubre de 1968, el equipo formó con Alberto José Poletti; Oscar Malbernat, Ramón Aguirre Suárez, Raúl Madero, Hugo Medina (expulsado junto al jugador norirlandés, George Best, por agresión mutua, a los 42 minutos del segundo tiempo); Carlos Bilardo, Carlos Pachamé y Néstor Togneri; Felipe Ribaudo, Marcos Conigliaro y Juan Ramón Verón.
Estudiantes continuó con los buenos desempeños en los campeonatos nacionales, mientras participaba, con suceso, en las instancias internacionales. Tras la obtención del Metropolitano de 1967 y el subcampeonato en el Nacional de ese mismo año, logró disputar una nueva final, la del Metropolitano de 1968, a la cual accedió después de derrotar en semifinales a Vélez Sarsfield. En el partido decisivo, jugado el 4 de agosto en el estadio de River Plate, cayó ante San Lorenzo, 2-1, en el tiempo suplementario. En este campeonato, alcanzó además la máxima goleada a favor del clásico platense, en condición de visitante, al vencer a Gimnasia, el 7 de julio, por 6-1.

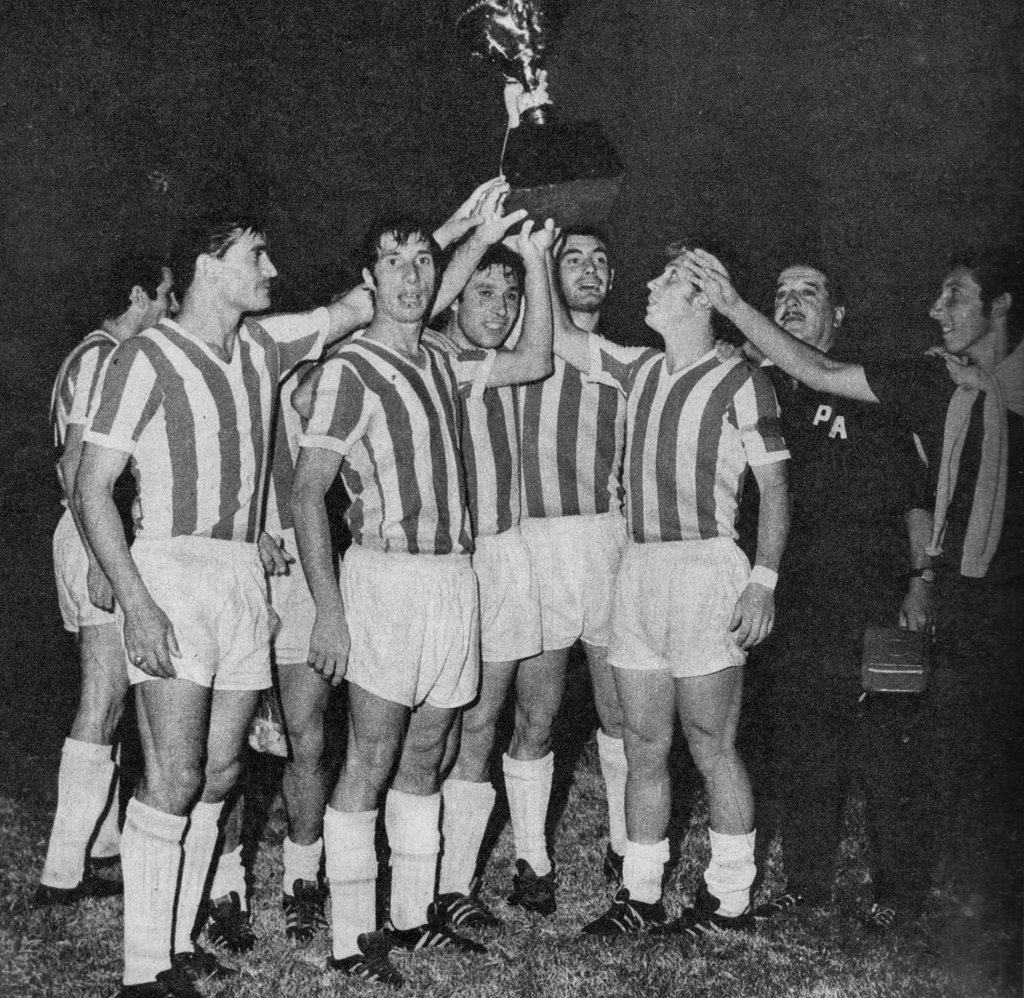
Parte del plantel festejando la obtención de la Copa Interamericana de 1969.

En 1969 disputó y ganó la Copa Interamericana contra el Deportivo Toluca, debiendo jugar tres partidos (los dos primeros en el Estadio Azteca de la Ciudad de México y en su cancha de La Plata) que otorgaron sendos triunfos para los visitantes, ambos por 2-1. Ello obligó a disputar un partido de desempate, jugado en el Estadio Centenario de Montevideo, el 21 de febrero, que concluyó con una victoria para el «Pincha» por 3-0 con goles de Marcos Conigliaro, en dos oportunidades, y Eduardo Flores.
También en 1969 logró nuevamente la Copa Libertadores de América, tras disputar cuatro partidos por ingresar directamente en semifinales como campeón vigente, jugando la final contra Nacional de Montevideo: el 15 de mayo se desarrolló el partido en el Estadio Centenario de Montevideo, que concluyó con un triunfo de Estudiantes por 1-0, con gol de Eduardo Flores; la vuelta, disputada en el Estadio Jorge Luis Hirschi de La Plata, se jugó el 21 de mayo y finalizó con otro triunfo para Estudiantes, esta vez por 2-0, nuevamente con goles de Conigliaro y Flores.
Ese año, sin embargo, Estudiantes perdió la Copa Intercontinental ante el A. C. Milan de Italia, campeón de la Copa de Campeones de la UEFA, tras caer por 3-0 en el partido de ida jugado el 8 de septiembre y obtener un triunfo insuficiente (2-1) en el segundo partido disputado el 22 de octubre en la Bombonera de Boca Juniors. Fue un partido muy accidentado y polémico en el que los jugadores Alberto Poletti, Eduardo Luján Manera y Ramón Aguirre Suárez terminaron detenidos en la cárcel de Devoto, ciudad de Buenos Aires, debido a las agresiones que se sucedieron en el campo de juego entre los futbolistas de ambos equipos.
Estudiantes también disputaría en 1969 una de las dos únicas ediciones que la Confederación Sudamericana de Fútbol organizó de la Supercopa de Campeones Intercontinentales, de la que participaban los equipos sudamericanos que habían logrado al menos una vez en su historia la Copa Intercontinental. Obtuvo solo un triunfo en los cinco partidos que jugó por esta competencia, como local, frente al legendario Santos de Pelé.

### El primer tricampeón de América

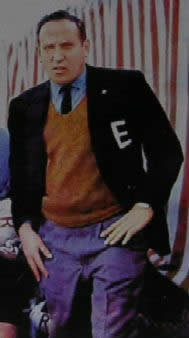
Osvaldo Zubeldía, símbolo y entrenador del Estudiantes campeón del mundo.

Pese a la derrota en la final ante el A. C. Milan, al siguiente año el club siguió con su racha de logros y conquistó su tercera Copa Libertadores de América consecutiva tras disputar cuatro partidos, como en la edición 1969, por ingresar, como campeón vigente, directamente en semifinales, tras ganarle la final a Peñarol de Montevideo. En el primer partido, el 21 de mayo de 1970, disputado como local en el Estadio Jorge Luis Hirschi, Estudiantes se impuso por 1-0 con gol de Néstor Togneri; mientras que la vuelta, jugada en el Estadio Centenario de Uruguay, el 27 de mayo, terminó con un empate 0-0. Con este título, Estudiantes se convirtió en el primer equipo en proclamarse campeón de América tres veces consecutivas (Peñarol ya había conquistado tres títulos, pero en forma discontinua, entre 1960 y 1966); y en el primero, luego de acceder a la instancia decisiva también en 1971, en disputar cuatro finales consecutivas de la Copa Libertadores.
Esta conquista le dio la posibilidad de jugar la tercera final consecutiva de la Copa Intercontinental, en esta ocasión ante el Feyenoord Rotterdam neerlandés. El primer encuentro se jugó, otra vez, en el estadio de Boca Juniors, el 26 de agosto de 1970, cotejo en el que los neerlandeses se repusieron luego de estar perdiendo 2-0 y terminaron empatando en dos tantos. En Róterdam, el 9 de septiembre, el Feyenoord se quedaría con el trofeo al ganar por 1-0, en lo que fue la última final de esta Copa (volvería a disputarla en 2009 pero bajo el nuevo formato de Mundial de Clubes) jugada por Estudiantes de La Plata en su historia.
La etapa de éxitos deportivos concluiría un año después, en 1971, ya con Miguel Ignomiriello como director técnico del plantel profesional luego del alejamiento de Osvaldo Zubeldía, cuando Estudiantes perdió la final de la Copa Libertadores ante Nacional de Montevideo, luego de un partido final de desempate jugado en el Estadio Nacional de Lima.
De este proceso, que cambió sustancialmente la rutina de los clubes profesionales de fútbol al incorporarse prácticas desconocidas, como la concentración durante los días previos al partido, la preparación de jugadas especiales, el estudio del adversario, hay detractores y defensores acérrimos. Los primeros calificaron a este Estudiantes como el antifútbol, haciendo referencia a supuestas conductas antideportivas de las que los jugadores de este plantel habrían abusado. Los defensores, en cambio, sostienen que esa calificación forma parte de un ataque contra el equipo que rompió una hegemonía de casi 40 años de los «grandes» en el fútbol argentino; y que el plantel no se componía solo de rudos jugadores sino también de habilidosos deportistas.
Muchos años después, esa misma disputa se repitió en los supuestos estilos contradictorios de los dos entrenadores que lograron el Campeonato Mundial de Fútbol con la Selección Argentina: César Luis Menotti y Carlos Salvador Bilardo, símbolo del equipo de Osvaldo Zubeldía.

### Los años setenta y el bicampeonato 1982/83

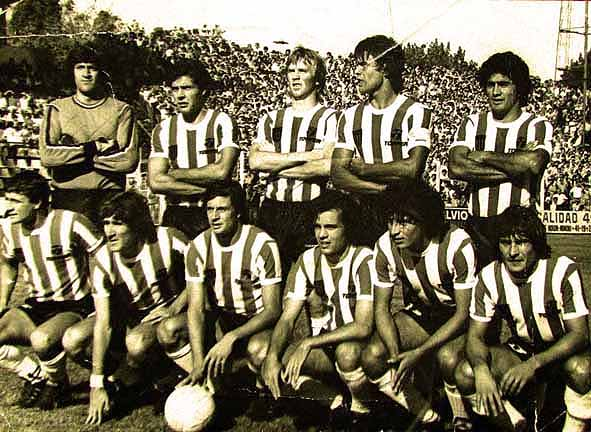
Una formación del equipo campeón del Torneo Metropolitano 1982.

La nota trascendente al comienzo de la década de 1970 fue la nueva función de Carlos Bilardo, que fue nombrado director técnico en 1971 y logró evitar un posible descenso de categoría al asumir la conducción del equipo en las jornadas finales del Metropolitano de ese año. Volvió a ocupar el mismo cargo en 1973 y en 1975, cuando alcanzó el subcampeonato en el Torneo Nacional, un punto por detrás del campeón, River Plate, en el octogonal final.
El segundo puesto en el Campeonato Nacional le permitió disputar un partido clasificatorio para la Copa Libertadores del año siguiente, ante Huracán, subcampeón del Metropolitano 1975. El encuentro, jugado en el Cilindro de Avellaneda de Racing Club, el 25 de enero de 1976, finalizó con un triunfo, 3-2, por lo que Estudiantes obtuvo la clasificación al máximo torneo continental por quinta vez en su historia. En la Copa Libertadores 1976, integró el grupo 1 donde, tras seis partidos en la primera fase, cosechó cuatro triunfos, un empate y una derrota. Con este resultado terminó segundo y no pudo acceder a la instancia final, a la que se clasificaban solo los primeros de cada zona.
Estudiantes mantuvo la base del equipo (solo se fue Juan Ramón Verón, transferido al Junior de Barranquilla) y volvió a tener participaciones destacadas en los campeonatos de Primera División de 1976 y 1977. En el Metropolitano de 1976 finalizó en la tercera posición, a cinco puntos de Boca Juniors, el campeón; y en el Nacional de ese mismo año, con tres derrotas en 16 partidos jugados, por la zona B del torneo, estuvo a un punto de acceder a la ronda final del certamen.
En el Nacional de 1977 volvió a luchar por el título luego de ganar su grupo de primera fase con una marca de 10 victorias en 14 partidos; aunque en semifinales fue eliminado por el equipo que luego se consagraría campeón, Independiente, al empatar el primer partido disputado en La Plata, 1-1, y perder el segundo, en Avellaneda, por 3-1.

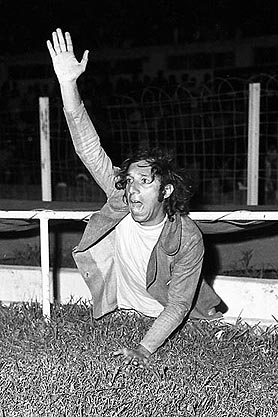
Carlos Bilardo, campeón como jugador y entrenador.

Dos años después, en el Metropolitano de 1979, perdió la chance de acceder al cuadrangular final por el título en la penúltima fecha, tras ser derrotado en el partido decisivo, de local y por 3-1, nuevamente ante Independiente. Pese a ello, a lo largo del torneo obtuvo resonantes victorias, como la conseguida en la 4.ª fecha, como local, ante Boca Juniors, al que derrotó por 6-4 con tres goles de Sergio Fortunato (máximo artillero de ese campeonato junto a Diego Maradona), dos de Hugo Gottardi y uno de Patricio Hernández.
En 1981, Patricio Hernández, un buen valor futbolístico surgido de las divisiones juveniles durante la década anterior, fue transferido al Torino de Italia en una cifra récord para el club, lo que permitió a la dirigencia armar un valioso plantel para 1982. Ese año, con el retorno de Carlos Bilardo como director técnico, se conformó un equipo muy equilibrado con jugadores como Miguel Ángel Russo, José Luis Brown, Alejandro Sabella, José Daniel Ponce, Marcelo Trobbiani y Hugo Gottardi (algunos de ellos, luego campeones del mundo en México 1986) que pondrían al club, nuevamente, en el escalón más alto del fútbol argentino.
Con ese plantel, Estudiantes llegó a las semifinales del Nacional de 1982, donde fue eliminado por Quilmes en partidos de ida y vuelta; y al siguiente torneo, con 21 triunfos, 12 empates y 3 derrotas, se consagró campeón del Metropolitano de 1982, el 14 de febrero de 1983, tras derrotar en la última jornada por 2-0 a Talleres en Córdoba, hecho que catapultó el arribo de Carlos Bilardo a la Selección nacional que obtendría la Copa del Mundo de 1986.[cita requerida]
Con Carlos Bilardo a cargo del seleccionado, otro exintegrante del plantel campeón mundial y de América, Eduardo Luján Manera, asumió como entrenador de Estudiantes y consiguió el tercer título a nivel local para el club, al consagrarse campeón del Nacional de 1983. La final la disputó ante Independiente, en dos partidos: el primero, en el estadio de Estudiantes, el 4 de junio, terminó 2-0 para el local con goles de Hugo Gottardi y Guillermo Trama; el segundo, jugado en La Doble Visera de Avellaneda el 10 de junio, fue victoria de Independiente, 2-1, con goles de Ricardo Giusti y Enzo Trossero, y de Trama para Estudiantes, que obtuvo el título y el bicampeonato 82-83 por diferencia de goles.
Al ser uno de los campeones de los torneos oficiales de 1982, Estudiantes volvió a participar de la Copa Libertadores de América por sexta vez en su historia, llegando hasta la instancia semifinal. Allí enfrentó a Grêmio de Porto Alegre (Brasil) en uno de los partidos más recordados de la historia del club. El encuentro se disputó el 8 de julio de 1983, en el Estadio Jorge Luis Hirschi, y Estudiantes logró revertir una desventaja de 1-3 jugando con cuatro futbolistas menos por las expulsiones de Ponce, Trobbiani, Julián Camino y Hugo Tévez, igualando 3-3 con un gol de Miguel Ángel Russo sobre el final del encuentro. El empate no le alcanzó para llegar a la instancia final, que fue ganada por el equipo brasileño, ya que después Estudiantes también igualó ante el América de Cali en Colombia, 0-0, y finalizó segundo en su grupo de semifinales.

### Los noventa

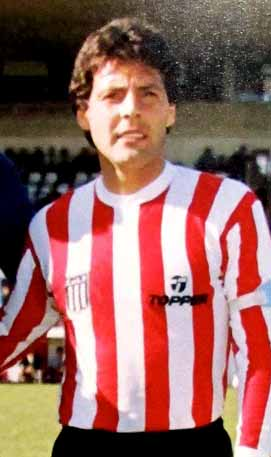
Miguel Ángel Russo, una carrera en Estudiantes.

Tras realizar otra destacada actuación en el Metropolitano de 1984, torneo que lo tuvo como animador hasta la fecha final y en el cual se ubicó tercero, tres unidades por debajo del campeón Argentinos Juniors, y una poco lucida campaña en la Copa Libertadores de ese mismo año, a la que accedió como campeón del Nacional de 1983, llegarían épocas de irregularidad para el presente futbolístico de Estudiantes.
Los años 1990 no fueron fáciles para el club, a pesar de que el equipo volvió a la competencia internacional en la desaparecida Supercopa Sudamericana, de la que participaban los clubes que habían obtenido al menos una vez en su historia la Copa Libertadores de América. Estudiantes disputó las únicas diez ediciones que se jugaron del trofeo, entre 1988 y 1997, con una única participación destacada, en 1990, cuando fue eliminado en semifinales, en la definición por penales, por Nacional de Montevideo.
Así, luego de varios torneos irregulares a nivel nacional, el 21 de agosto de 1994 descendería por segunda vez en su historia a la Segunda División del fútbol argentino, tras empatar a tres goles ante Lanús en la penúltima fecha del Torneo Clausura de ese año.
Para volver a Primera, Estudiantes disputó 42 partidos, con 27 triunfos, 11 empates y 4 derrotas, con 86 goles a favor y 34 en contra, logrando el Campeonato Nacional B 1994-95 y el ascenso con un récord de puntos que aún no ha sido superado en la categoría.
En 1996, ya en el torneo de Primera División, con la base del equipo que había logrado el ascenso a la máxima categoría más el protagonismo de futbolistas como Martín Palermo, Néstor Craviotto y Alfredo Cascini, entre otros, Estudiantes alcanzaría el cuarto puesto en el Torneo Clausura con la conducción técnica de Daniel Córdoba, campaña que, hasta el logro del Apertura 2006, se ubicaba como la de mejor eficacia en puntos desde la instauración de los «torneos cortos» en 1995.
En ese campeonato se produjeron, además, dos hechos destacados: Carlos Bossio, jugador de Estudiantes, convirtió el primer gol de cabeza de un arquero en la historia profesional del fútbol argentino, ante Racing Club, el 12 de mayo de 1996, en un partido que terminó igualado 1-1; y se disputó el llamado «clásico del siglo», el 18 de agosto, en la última fecha del torneo. El partido, que se jugó en el estadio de Estudiantes, se recuerda de esa manera debido a que Gimnasia llegaba con posibilidades de consagrarse campeón por primera vez en su historia profesional. Sin embargo, Estudiantes logró igualar 1-1 y le impidió a su tradicional rival lograr el título, ya que con un triunfo hubiera superado en la tabla a Vélez Sarsfield, a la postre el campeón, que esa misma tarde empató como local ante Independiente.

### La era Verón y el título de campeón 2006

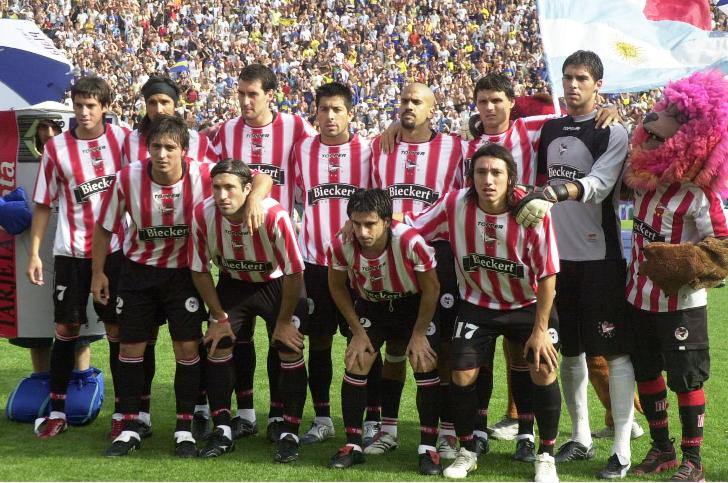
El equipo que derrotó a Boca Juniors en la final del Torneo Apertura 2006.

Luego de algunas campañas irregulares que llevaron al club a pelear por mantener la categoría, como en la temporada 1999/00, cuando evitó disputar la promoción para revalidar su lugar en la máxima categoría en la última fecha del torneo, Estudiantes se repuso futbolísticamente tras una fugaz conducción de Carlos Bilardo como entrenador entre 2003 y 2004, que volvió a dirigir al club por cuarta vez en su historia; y con dos importantes campañas en el Apertura 2004 y el Clausura 2005 (en ambos torneos ocupó el 4.º puesto), ya con la conducción de «Mostaza» Merlo, que le posibilitaron a Estudiantes volver a las competiciones internacionales, al clasificar para la Copa Sudamericana 2005 y la Copa Libertadores 2006.
El año 2005 fue, además, el del centenario del club, que celebró este aniversario con algunas complicaciones debido a un litigio de años que mantenía con las autoridades de la ciudad de La Plata respecto de la posibilidad de reformar y ampliar su estadio.
El 17 de abril de ese año, en la victoria por 3-2 (perdía 0-2 en el primer tiempo) ante quien era el último campeón, Newell's Old Boys, alcanzó la marca de 1.000 partidos ganados en la era profesional. Esa cifra solo la han obtenido, además de Estudiantes, los denominados «cinco grandes» y Vélez Sarsfield.
Estudiantes gozó de un buen momento futbolístico al comienzo de la temporada 2006, llegando a ser puntero en las primeras fechas del torneo local, y logró uno de los triunfos más importantes en la historia de sus participaciones en la Copa Libertadores de América, al ganar por 4-3 ante el Sporting Cristal de Perú, luego de ir perdiendo 0-3 en el primer tiempo, en un partido de la primera fase del máximo torneo continental, disputado el 21 de febrero de 2006.

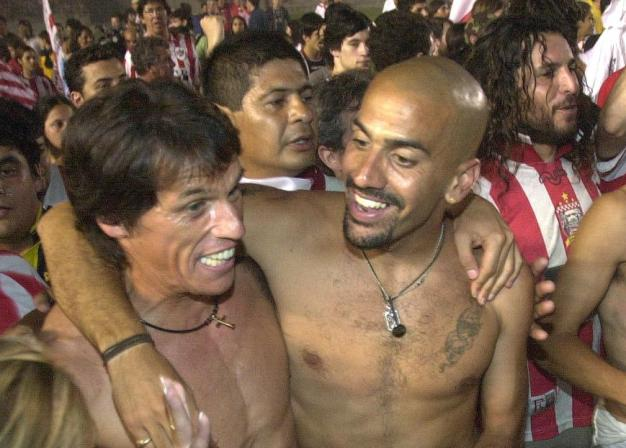
José Luis Calderón y Juan Sebastián Verón, referentes de Estudiantes en la década del 2000, celebrando el campeonato obtenido en 2006.

En la Libertadores, que el club volvía a disputar tras 22 años, Estudiantes alcanzó la instancia de cuartos de final y fue eliminado frente a São Paulo de Brasil en la definición por penales.
Antes de ese partido, el 5 de junio de 2006, se produjo el retorno al club de Juan Sebastián Verón, luego de 10 años jugando en Europa y de participar con la Selección nacional en los Mundiales de Francia 1998 y Corea y Japón 2002. Con él en el plantel, Estudiantes volvería a consagrarse campeón tanto a nivel nacional como internacional, y obtuvo, en 2009 y por cuarta vez en su historia, la Copa Libertadores de América.
En su regreso, «la Brujita» debutó ante Quilmes, en la 1.ª fecha del Torneo Apertura 2006, y jugó su primer clásico platense oficial el 15 de octubre (en su anterior paso por el club no pudo disputar el del Torneo Apertura 1995 por estar suspendido), día en el que Estudiantes, además de hacer las veces de local por primera vez en su historia en el Estadio Ciudad de La Plata, derrotó por 7-0 a Gimnasia, lo que señaló un hito en los enfrentamientos entre los eternos rivales de la ciudad, ya que nunca se había marcado tal diferencia en el resultado. El encuentro terminó en el minuto 45 del segundo tiempo, sin marcarse tiempo adicional, a pesar de que el partido había estado suspendido cinco minutos por incidentes entre la policía y algunos simpatizantes visitantes.
Tras ello, Estudiantes ganó diez encuentros consecutivos (igualando el récord de la temporada 1967) y 12 de los últimos 13 partidos; y persiguió al puntero Boca Juniors desde atrás. Pero a falta de dos fechas para finalizar el campeonato, el equipo se encontraba a cuatro unidades de diferencia del líder con apenas dos partidos por jugarse. Sin embargo, las derrotas consecutivas de Boca, ante Belgrano de Córdoba y Lanús, y el empate y la victoria de Estudiantes ante Argentinos Juniors y Arsenal, respectivamente, hizo que ambos equipos terminaran el campeonato empatados en 44 puntos.
Este hecho motivó que, a solo tres días de la última fecha del torneo, el 13 de diciembre, se jugara un partido final de desempate realizado en cancha neutral. El Estadio José Amalfitani, de Vélez Sarsfield, fue el escenario de dicho cotejo: Estudiantes ganó por 2-1, tras ir en desventaja, con goles de José Sosa y Mariano Pavone (el de Boca Juniors lo marcó Martín Palermo), se consagró campeón del Torneo Apertura 2006, logró el título de campeón argentino y su cuarta estrella futbolística a nivel nacional tras 23 años.

### El post campeonato y una nueva final internacional

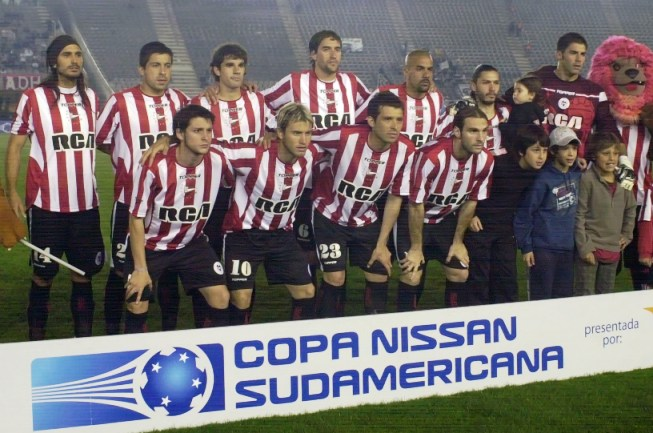
Estudiantes en 2008: 3.º en el Torneo Clausura y finalista de la Copa Sudamericana.

Con la clasificación a la Copa Libertadores 2008 asegurada tras el título obtenido, Estudiantes mantuvo la base del equipo campeón y volvió a ser protagonista en el Torneo Clausura 2007, cuando terminó en el 3.er lugar de la tabla de posiciones; le ganó al campeón, San Lorenzo, y obtuvo otra victoria en el clásico ante Gimnasia, al que derrotó como visitante después de 12 años, tras ganarle por 2-1 luego de ir en desventaja y de jugar con un futbolista menos, por la expulsión de José Luis Calderón, desde los 3 minutos del primer tiempo.
En el Torneo Clausura 2008, Estudiantes derrotó nuevamente como visitante a Gimnasia, con la particularidad de que logró la ventaja definitiva de 2-1 cuando jugaba con dos futbolistas menos por las expulsiones de Marcos Angeleri y Rodrigo Braña. Tras esa victoria, el equipo continuó en los puestos de vanguardia hasta la penúltima fecha y compartió la segunda posición del certamen junto a Boca Juniors, quien igualmente se consagró subcampeón por mejor diferencia de gol. Simultáneamente participó de la Copa Libertadores, eliminado por el campeón Liga de Quito en octavos de final.
Ya en el Apertura 2008, y tras 67 años, igualó el récord de cinco triunfos consecutivos en el clásico platense al vencer otra vez a Gimnasia, esta vez por 3-1, marca que, además de Estudiantes, solo tres clubes argentinos lograron alcanzar o superar en clásicos de Primera División: San Lorenzo, Huracán e Independiente.
Luego de esa victoria, con Leonardo Astrada como entrenador y con la base del equipo campeón en 2006 (Mariano Andújar, Angeleri, Agustín Alayes, Braña, Diego Galván, Juan Sebastián Verón, Leandro Benítez y Calderón), Estudiantes cosechó una serie favorable de victorias en el torneo local y en la Copa Sudamericana, que disputaba por tercera vez en su historia (con los antecedentes de 2005 y 2007) y en la que llegaría hasta la final. Eliminó, sucesivamente, a Independiente, en definición por penales, Arsenal, Botafogo de Brasil y Argentinos Juniors, a este último ya en semifinales. El partido decisivo lo disputó ante el Internacional de Porto Alegre, quien lo venció en el encuentro de ida disputado en el Estadio Ciudad de La Plata (1-0) y cayó por el mismo marcador en los 90 minutos reglamentarios de la vuelta. Al igualarse la serie, se jugaron 30 minutos de tiempo suplementario, donde el conjunto brasileño consiguió el definitivo empate que le permitió quedarse con el título.

### Un nuevo ciclo histórico: campeón argentino, de América y finalista del Mundial de Clubes

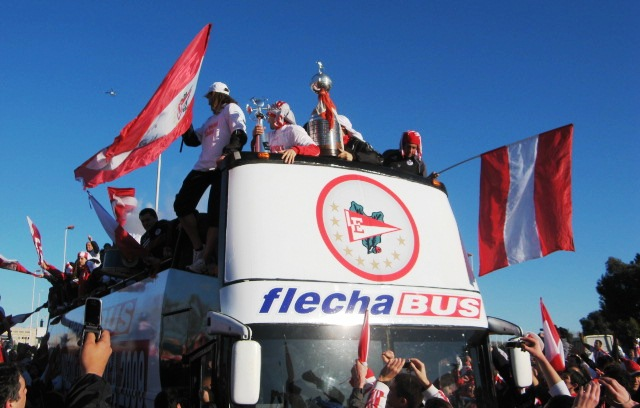
El plantel campeón de América, durante la caravana de festejos de Ezeiza a La Plata.

Tras disputar la final de la Copa Sudamericana, el equipo reafirmó al año siguiente la exitosa campaña a nivel internacional en el principal torneo continental de clubes y se consagró campeón de la Copa Libertadores por cuarta vez en su historia. Repitió, así, la gesta del ciclo de Osvaldo Zubeldía en el club tras 39 años.
Estudiantes obtuvo el tetracampeonato de América tras clasificarse segundo en su grupo inicial, al que accedió luego de eliminar a Sporting Cristal de Perú en los partidos de repesca y de vencer consecutivamente, a partir de octavos de final, a Libertad de Paraguay, Defensor Sporting y Nacional (los partidos se disputaron sin público visitante), ambos de Uruguay. En la final se enfrentó al Cruzeiro de Brasil, igualando 0-0 como local y venciendo por 2-1, tras ir en desventaja, con goles de Gastón Fernández y Mauro Boselli, en el desquite disputado en el Estadio Mineirão de Belo Horizonte.
Estudiantes tuvo al máximo goleador del torneo (Mauro Boselli, con ocho conquistas) y logró su primer triunfo en la historia de la Copa Libertadores jugando como visitante ante un equipo brasileño, siendo el segundo club argentino en consagrarse campeón ganando el partido decisivo en Brasil.

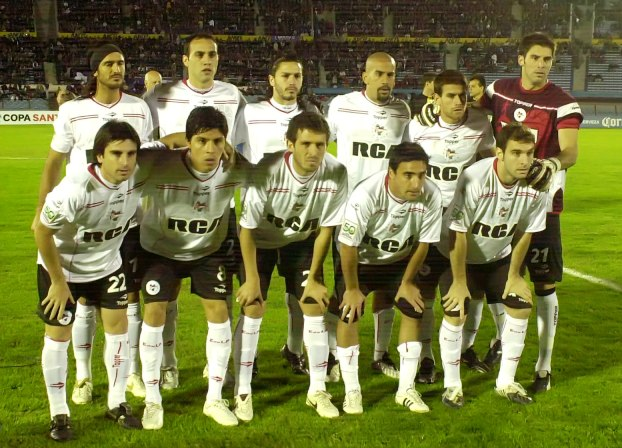
Estudiantes en 2009: campeón de la Copa Libertadores y finalista del Mundial de Clubes.

Tras este logro, Estudiantes se convirtió en el segundo equipo argentino en disputar un Mundial de Clubes de la FIFA, torneo en el que también alcanzó la instancia final: derrotó en semifinales a Pohang Steelers de Corea del Sur, 2-1, con goles de Leandro Benítez, y perdió el partido decisivo ante el F. C. Barcelona de Pep Guardiola, en tiempo suplementario, también por 2-1, luego de igualar 1-1 en los 90 minutos reglamentarios.
En el Torneo Clausura 2010, el equipo alcanzó la segunda ubicación, con 40 unidades, siendo ésta la tercera mejor campaña de la historia de Estudiantes desde que en 1991 comenzaron a disputarse «campeonatos cortos» en el fútbol argentino. Mauro Boselli, a su vez, se consagró como goleador del certamen, el noveno máximo artillero del club en campeonatos de Primera División de la era profesional.
Como campeón de la Copa Libertadores del año anterior, el equipo disputó luego el partido decisivo de la Recopa Sudamericana 2010 y fue derrotado por Liga de Quito; y, por undécima vez en su historia, la Copa Libertadores, en la que fue eliminado por Internacional de Porto Alegre (quien luego sería el campeón) en cuartos de final. Esa temporada también participó de la Copa Sudamericana, superado por Newell's Old Boys en primera fase.

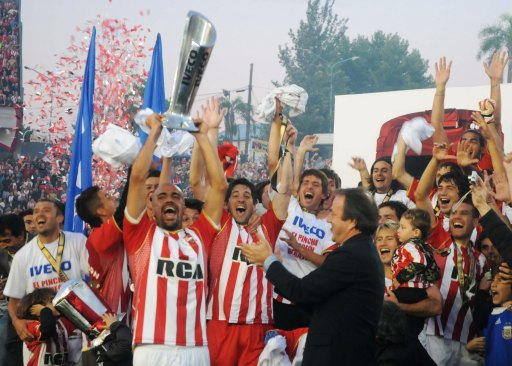
El capitán, Juan Sebastián Verón, levantando el trofeo de campeón del Torneo Apertura 2010.

El 12 de diciembre de 2010, ratificando el buen desempeño del primer semestre del año, Estudiantes venció en la última fecha a Arsenal por 2-0, con goles de Hernán Rodrigo López, y ganó el Torneo Apertura. De esta manera, conquistó su quinto título oficial en la era profesional de la Primera División del fútbol argentino. Sumó 45 unidades, superó por dos a Vélez Sarsfield y realizó su mejor campaña desde que comenzaron a disputarse «torneos cortos»: es la de mayor efectividad entre los planteles de Estudiantes que lograron consagrarse campeones de torneos oficiales de AFA, con el 79% de los puntos en disputa.
A lo largo del torneo, cosechó 14 victorias (entre ellas, derrotó a los llamados «cinco grandes» y a Gimnasia en el clásico platense), 3 empates y solo 2 derrotas: ganó todos los partidos que disputó en condición de local (récord para un campeón de torneos de una rueda en Primera División) y recibió solo 8 goles en contra en los 19 partidos, la tercera mejor marca del fútbol argentino desde que en 1991 comenzaron a organizarse los denominados «campeonatos cortos». La consagración, además de inscribirlo en la historia como uno de los Campeones del Bicentenario, le permitió a Estudiantes superar a Racing Club en la tabla acumulada de títulos oficiales de Primera División y copas internacionales alcanzadas por los clubes argentinos en el profesionalismo.

### Del ciclo de Alejandro Sabella al regreso a 57 y 1
La salida de Alejandro Sabella de la dirección técnica, pocos meses después de haber conquistado el campeonato argentino de Primera División, para luego asumir como entrenador del seleccionado argentino, anticipó campañas irregulares tanto en competiciones locales como internacionales. Participó de la Copa Libertadores 2011 y fue eliminado ante Cerro Porteño de Paraguay en octavos de final; y de la Copa Sudamericana del mismo año, relegado por Arsenal de Sarandí en primera ronda.
A nivel nacional, los mejores desempeños desde la obtención del Apertura 2010 fueron los dos 3.er puesto conseguidos en el Torneo Final 2014 y en el Campeonato de Primera División 2016 (el primero, con la conducción técnica de Mauricio Pellegrino; el segundo, con Nelson Vivas), además de haber alcanzado la instancia de cuartos de final en las ediciones 2013, 2014, 2015 y 2019 de la Copa Argentina; y en la Copa Sudamericana 2014, en la que fue superado por River Plate, que lo venció en los dos partidos de la eliminatoria: 2-1 y 3-2. En la primera ronda de esta competencia se enfrentó, por primera vez en la historia, con su clásico rival, Gimnasia, en un partido de carácter internacional, que Estudiantes superó tras lograr un empate y una victoria. Luego participó de la Copa Libertadores 2015 y alcanzó la instancia de octavos de final, donde fue eliminado por Independiente Santa Fe de Colombia.
En la temporada 2016/17, además de disputar el Campeonato de Primera División, repetir el 3.er puesto del torneo previo y clasificarse para la Copa Libertadores 2018, volvió a participar de las dos competiciones anuales que organiza la Conmebol: Copa Sudamericana 2016 y Copa Libertadores 2017. En esta última, se produjo el segundo regreso al fútbol profesional de Juan Sebastián Verón, en la inédita doble función, para la historia del club, de presidente de la institución y jugador profesional. Aunque no logró la clasificación para los octavos de final, terminó 3.º en la fase de grupos inicial de la Copa Libertadores y accedió a la Copa Sudamericana 2017, siendo superado en los octavos de final de esta competencia por Nacional de Paraguay. A su vez, en la Copa Libertadores 2018, Estudiantes clasificó para la instancia de octavos de final, donde fue eliminado, en la definición por penales, por el campeón vigente del certamen: Grêmio de Porto Alegre.

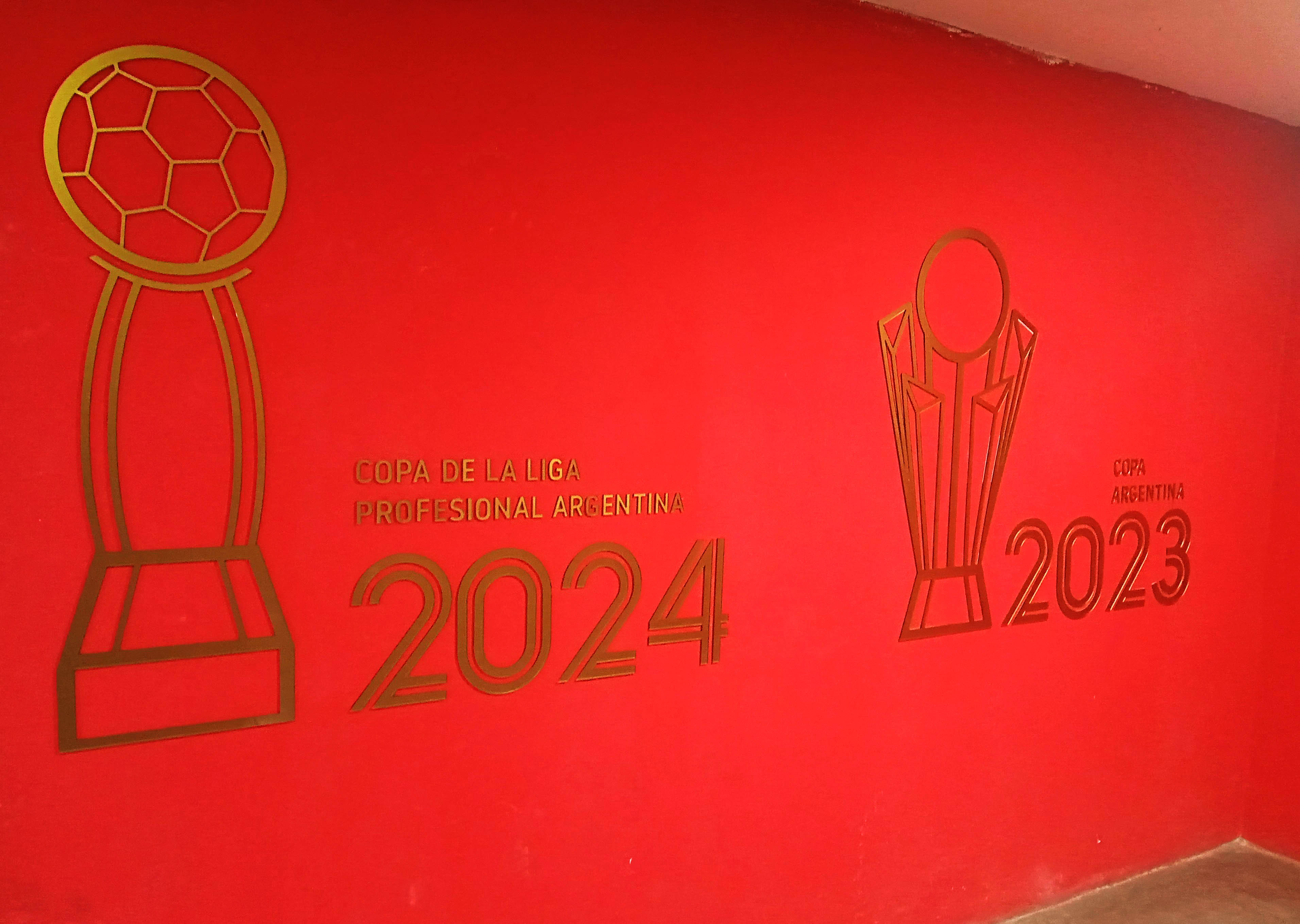
Galería con los títulos oficiales logrados por el fútbol masculino, en el Estadio UNO.

Las sucesivas temporadas del fútbol masculino de Estudiantes fueron de una marcada irregularidad, destacándose, en 2019 y tras 14 años, la reinauguración de su histórico recinto deportivo, localizado en la avenida 1 y calle 55 de la ciudad de La Plata, a la vez que el 6.to puesto obtenido en el Campeonato de Primera División 2021 y un 10.mo lugar en la tabla acumulada anual de la temporada 2022 de la Liga Profesional, le permitieron al club lograr, consecutivamente, las clasificaciones internacionales a la Copa Libertadores 2022 y la Copa Sudamericana 2023. En ambas competiciones, alcanzó la fase de cuartos de final, instancia en las que fue eliminado -respectivamente- por Athletico Paranaense y Corinthians.

### La era Domínguez y la obtención de tres nuevos títulos nacionales

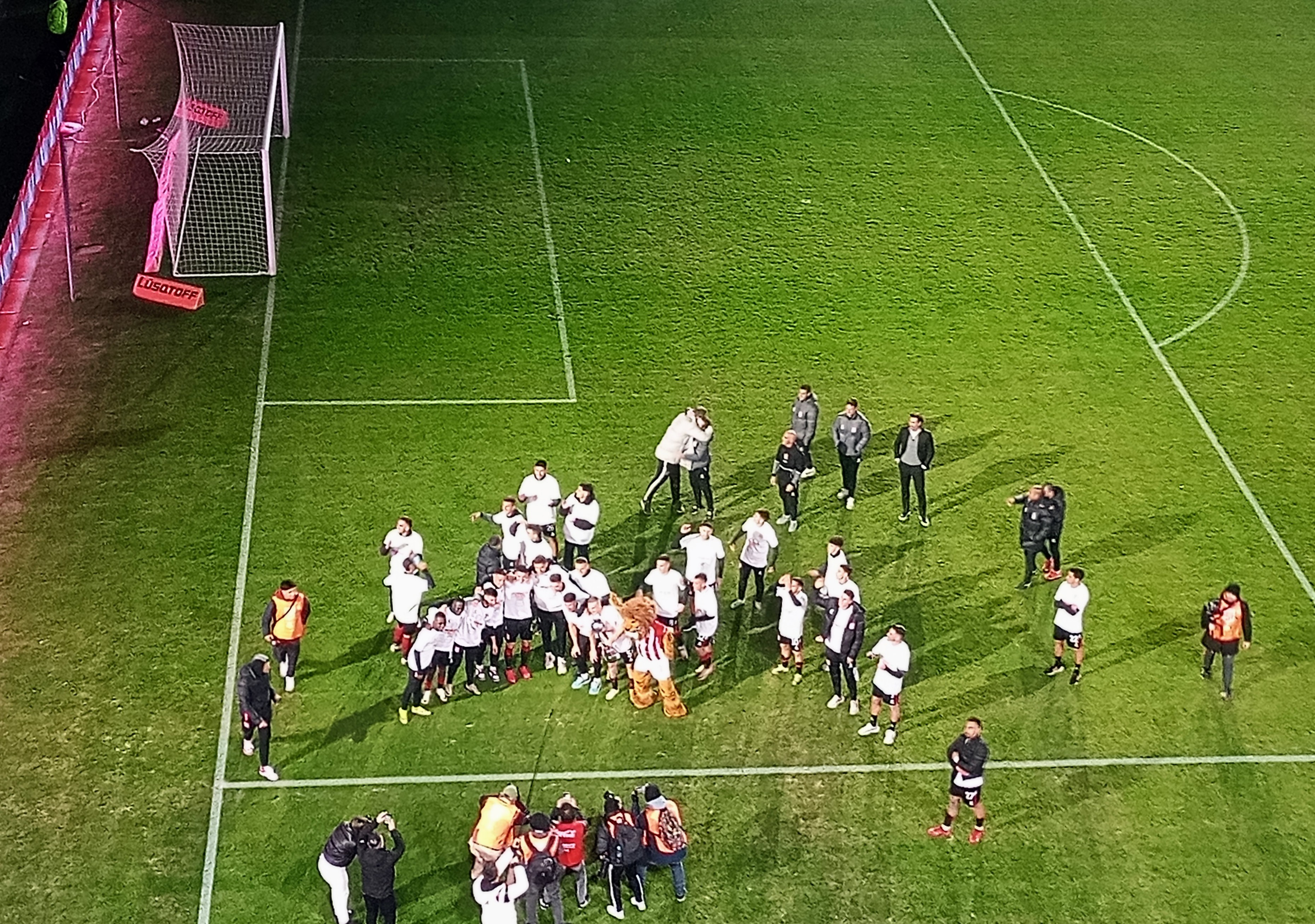
Vuelta olímpica de Estudiantes por la obtención de la Copa de la Liga, tras el partido frente a Deportivo Riestra del Campeonato 2024.

Tras las aceptables participaciones en los torneos oficiales de las temporadas 2021 y 2022, bajo la dirección técnica de Ricardo Zielinski, lo más destacado llegaría el 13 de diciembre de 2023. Con Eduardo Domínguez como entrenador, Estudiantes volvió a consagrase campeón de una competencia oficial de fútbol tras 13 años. Derrotó a Defensa y Justicia en la final, 1-0, con un gol de Guido Carrillo, y conquistó la Copa Argentina 2023, la tercera copa nacional de su historia.
Esta victoria clasificó a Estudiantes para disputar la Supercopa Argentina 2023 frente al ganador de la Liga Profesional 2023, River Plate; y a la fase de grupos de la Copa Libertadores 2024. La Supercopa Argentina se disputó el 13 de marzo de 2024 en el Estadio Mario Alberto Kempes de Córdoba y Estudiantes perdió por 2-1.
La serie victoriosa de Estudiantes, desde el arribo como entrenador de Eduardo Domínguez, volvió a coronar en 2024 con la obtención de la Copa de la Liga, logrando su segundo título consecutivo en la institución. Tras clasificarse para los cuartos de final de la competencia al terminar en la 2.da posición de la fase regular, eliminó a Barracas Central en cuartos de final, a Boca Juniors en semifinales y, en la final del torneo, disputada el 5 de mayo de 2024, derrotó a Vélez Sarsfield, por penales, 4-3, tras empatar 1-1 (goles convertidos por Eros Mancuso y Alejo Sarco) en los 90 minutos reglamentarios y en el tiempo suplementario.
Como campeón de la Copa de la Liga Profesional, Estudiantes se clasificó para disputar el Trofeo de Campeones 2024, que obtuvo el 21 de diciembre de 2024 al derrotar nuevamente a Vélez Sarsfield, campeón de la Liga Profesional 2024, en el Estadio Único Madre de Ciudades de Santiago del Estero, por 3-0 y con goles de Sebastián Boselli, Alexis Manyoma y Guido Carrillo, alcanzando su tercer título oficial desde la llegada de Eduardo Domínguez como entrenador en marzo de 2023.
Los torneos obtenidos en la temporada 2024, asimismo, clasificaron al club para disputar la Copa Libertadores 2025 y la Supercopa Internacional 2024. En esta última, jugada el 8 de julio de 2025, cayó por 2-0 frente a Vélez Sarsfield en el Estadio Libertadores de América de Avellaneda.

## Presidentes

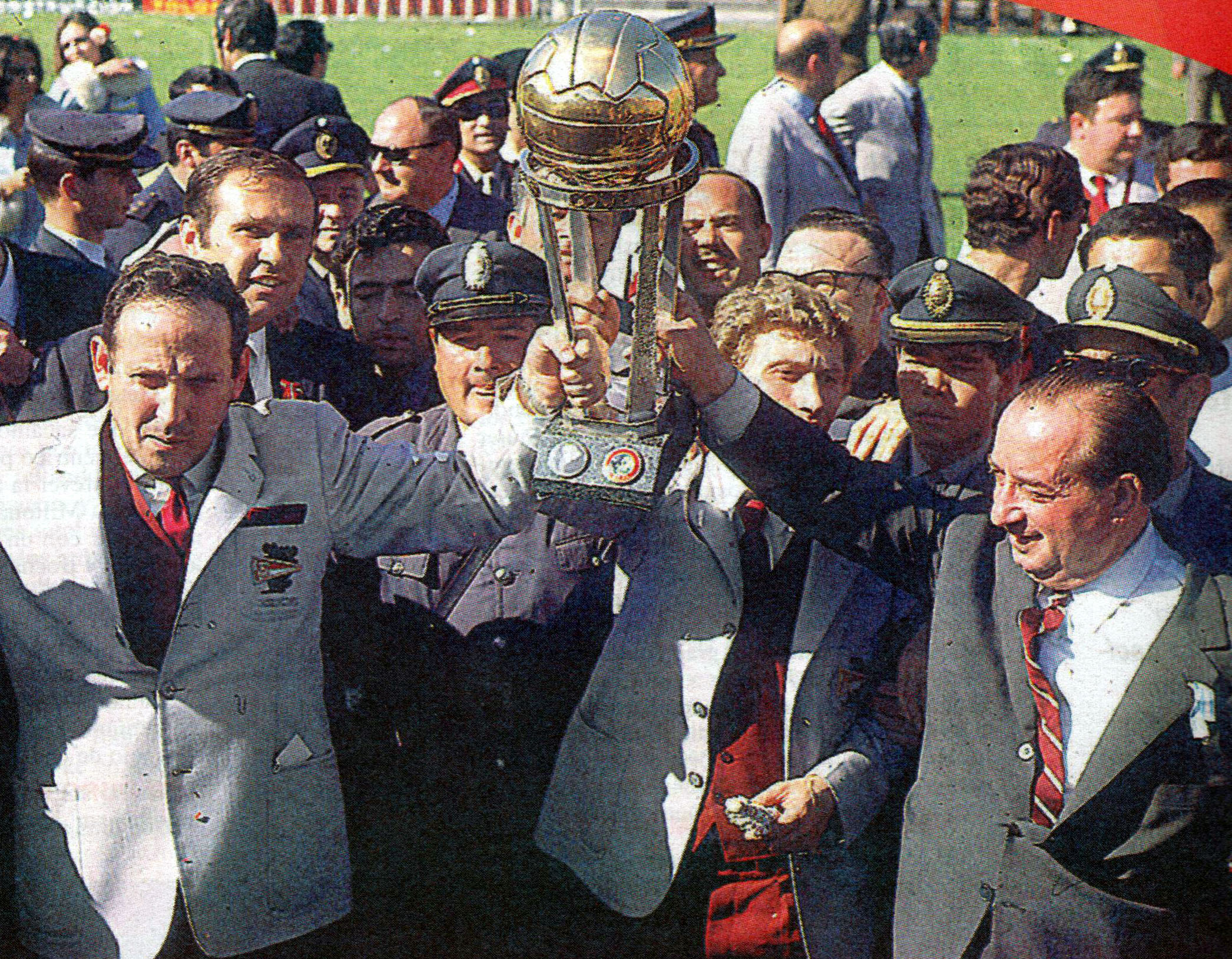
Mariano Mangano, a la derecha, celebrando la obtención de la Copa Intercontinental de 1968.

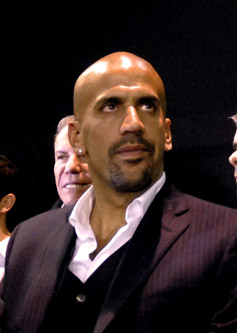
Juan Sebastián Verón, al asumir el cargo en 2014.

Desde su fundación en 1905, cuando un grupo de estudiantes universitarios pensaron en crear un nuevo club en La Plata para poder practicar fútbol, y hasta la elección de 2014, han sido 44 los presidentes encargados de ejercer el máximo cargo dirigencial de la institución.
El primero fue el coronel Miguel Gutiérrez, quien antes, curiosamente, también había formado parte durante dos periodos de la directiva del club Gimnasia, tradicional rival de Estudiantes en la ciudad de La Plata.[cita requerida]
Mariano Mangano fue quien más años consecutivos ocupó el cargo de presidente del club (Ignacio Ercoli lo presidió doce temporadas, pero en dos etapas diferentes), entre 1960 y 1970. Bajo su mandato la institución logró los títulos más importantes de su historia: la Copa Intercontinental; el tricampeonato 1968-69-70 de la Copa Libertadores de América; la Copa Interamericana; y su primer torneo nacional oficial, el Metropolitano 1967. Además fue el artífice de la construcción del Country Club de City Bell, el predio deportivo que el club posee desde la década de 1960 en las afueras de La Plata.
En 1971, tras la presidencia de Mangano y del período futbolístico e institucional más destacado del club, Estudiantes logró la cifra récord de 75.326 socios, la mayor de su historia.
Un exjugador de fútbol de la institución, Juan Sebastián Verón, quien se impuso en las elecciones de octubre de 2014 con el 75% de los votos, presidió al club durante dos períodos, hasta marzo de 2021, cuando fue sucedido por Martín Gorostegui.
El 6 de abril de 2024 fue proclamado nuevamente como presidente de la institución, en Asamblea General Ordinaria de socios, Juan Sebastián Verón, sin que se celebraran eleccciones al no presentarse ninguna lista opositora a la oficialista lista 11 «ADN Estudiantes».

### Comisión Directiva 2024/2027
Actualizado a 2024.
- Presidente: Juan Sebastián VERÓN
- Vicepresidentes: Martín GOROSTEGUI, Pascual CAIELLA y Christian Andrés SPAGNOLO
- Vocales Titulares: Juan Martín AIELLO, Miguel Ángel MENNO, Juan Martín ONGAY, Bruno SALOMONE, Lautaro PORTERIE, Guillermo WILLI, Patricio LORENTE, Aldo PODESTÁ, María Laura SERANTES, Javier Tomás PORTA, María Alejandra ZANGARA, Pedro WATZMAN, Juan Martín CEROLINI y Alberto WILLI
- Vocales Suplentes: Héctor NIEVES, Rolando Gabriel GOLDMAN, Adrián D´AMARIO, Mariana LOPISI y Paula ABERASTEGUI
- Revisores de Cuentas Titulares: Alberto Enrique FENOGLIO, Juan Manuel MANESE y Diego GONCALVES DE SOUZA
- Revisores de Cuentas Suplentes: Ramiro SEGOVIA y Ekel OVIEDO

## Simbología

### Escudo

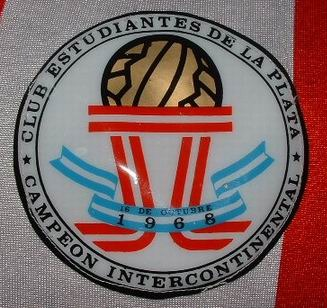
Escudo diseñado para conmemorar la obtención de la Copa Intercontinental 1968, utilizado oficialmente entre 1988 y 1994.

Disímiles entre sí, Estudiantes utilizó diversos escudos como insignia oficial, algunos de los cuales fueron incorporados en su camiseta de fútbol en distintos períodos de su historia: el fundacional, con la indumentaria roja y blanca a rayas verticales como referencia principal y la incorporación del primer nombre de la institución (Club Atlético «Estudiantes»); el actual y más tradicional, en sus primeras décadas con la inscripción del acrónimo de sus siglas fundacionales («CAE») y luego con sus denominaciones más actuales: «CELP» (Club Estudiantes de La Plata) y «EdeLP» (Estudiantes de La Plata); el diseñado en 1988 al cumplirse 20 años del máximo logro del club, la Copa Intercontinental, que introdujo la imagen de ese trofeo obtenido ante Manchester United de Inglaterra; y el banderín, que volvió a lucir en el campeonato 1987/88 y entre 1994 y 2011. En 1999, este sería modificado por la firma Olan para incorporar en la indumentaria del equipo de fútbol, en el centro, el dibujo de la mascota oficial del club, el león, en blanco y negro.
Desde 2000, se le anexaron al banderín original estrellas bordadas en color dorado, rodeándolo en forma circular, una por cada título oficial de Primera División y copa internacional (11) logrado por la institución, hasta allí, en la era profesional del fútbol argentino.
El escudo utilizado por la institución hasta 2011, que fue creado como insignia en 1934, se conforma de un banderín de color rojo y blanco, intercalado en mitades horizontales, en cuyo lado izquierdo se destaca la letra «E» en alusión al nombre del club; por detrás, en tonos verdes, reverberan dos hojas de roble, ícono de fortaleza y conocimiento (en directa asociación con las raíces académicas fundacionales de la institución y la Universidad Nacional de La Plata), y una bellota sobre la parte inferior.
A partir de 2012, el escudo reincorporó la insignia fundacional, adicionando, en la parte superior, una estrella dorada que, hasta 2015, contó con la inscripción «11» en su interior en alusión a los mencionados títulos oficiales obtenidos en el profesionalismo. La misma empresa proveedora de la indumentaria, Adidas, diseñó ese año un escudo alternativo circular con un dibujo, rojo y blanco, que referencia uno de los apodos con que se identifica el club: el león, el cual al año siguiente se discontinuó.
En 2020, los equipos de fútbol de las ramas masculina y femenina volvieron a lucir como escudo oficial la insignia del banderín, aunque no fueron incorporadas las características hojas de roble y la bellota, las cuales recién reaparecieron en 2022.
La tercera equipación del equipo de fútbol masculino, para la temporada 2023, incorporó un inédito escudo diseñado a partir de una fusión entre la insignia de Estudiantes (prevaleciendo en el centro la sigla «E», como sucede en el banderín oficial instaurado en 1934) y la que utiliza, en su indumentaria, la Asociación del Fútbol Argentino. La empresa proveedora desarrolló esta fusión de escudos en homenaje a Carlos Salvador Bilardo, exfutbolista y entrenador de Estudiantes, quien se consagró campeón del mundo como director técnico de la Selección de fútbol de Argentina en el Mundial de México de 1986.
| |
| Escudo fundacional con la primera sigla oficial de la institución y su primer nombre: Club Atlético Estudiantes (1905). |

| |
| Insignia conformada por un banderín, la sigla «E», las hojas de roble y la bellota, establecida en homenaje a las raíces académicas fundacionales del club (1934). |

| |
| Escudo oficial de la institución con el acrónimo «EdeLP» y la estrella que simboliza la máxima conquista deportiva del club: la Copa Intercontinental obtenida por el fútbol masculino (2012). |

### Himno y canción oficial

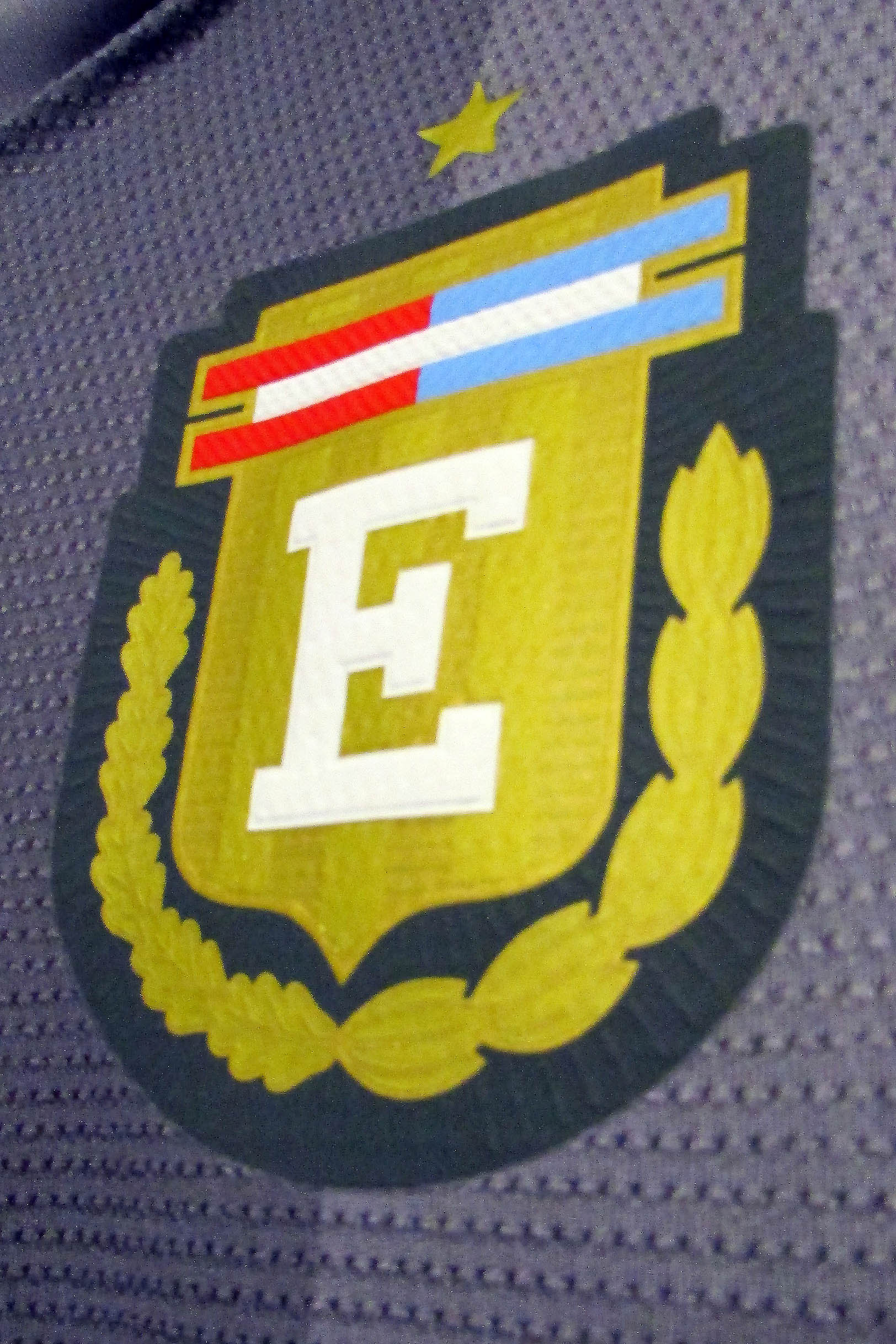
Escudo de la indumentaria alternativa del fútbol en 2023, en homenaje a Carlos Bilardo.

El himno del club fue grabado en la década de 1960 por el popular cantante de tangos, Jorge Sobral, reconocido simpatizante de Estudiantes y uno de los cantores más relevantes de la música ciudadana argentina.
La canción oficial, titulada El cielo nos queda muy chico, fue compuesta en 2008 por el músico de origen platense, Iván Sadovsky.

### Sobrenombres
Los seguidores de Estudiantes, según la versión más popular y difundida, se apodan «Pincharratas» a partir de un sobrenombre impuesto, como calificativo despectivo y por simpatizantes de Gimnasia y Esgrima (clásico rival de Estudiantes en la ciudad de La Plata), a Felipe Montedónica, uno de los primeros hinchas que tuvo el club desde su fundación. Montedónica, un olavarriense radicado en La Plata, trabajaba como empleado en un bar y en el Mercado Regional de la ciudad, donde se dedicaba, junto a su hermano, a espantar y pinchar, con un tridente, las ratas que se acumulaban en el lugar. También existieron otras dos versiones que intentaron ahondar en el origen del apodo. Además, se autodenominan «Tetracampeones», en referencia a que Estudiantes ganó la Copa Libertadores de América en cuatro ocasiones, con la obtención de la edición 2009. Y el club se identifica con el león como mascota oficial.

## Indumentaria

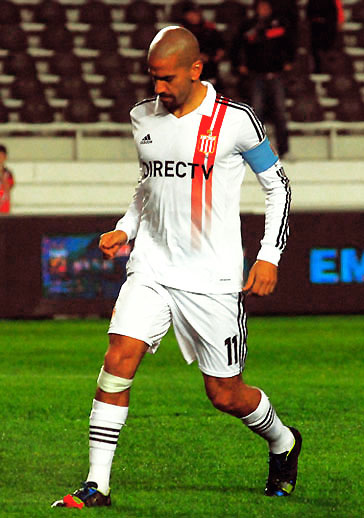
Juan Sebastián Verón, con la alternativa de 2013 en homenaje al equipo campeón del mundo.

El uniforme oficial titular de la institución, a rayas verticales rojo punzó y blanco, toma los colores y el diseño de la camiseta utilizada por los equipos del English High School; entre estos, el conjunto de los exalumnos del colegio, el Alumni Athletic Club, el que fuera el equipo del fútbol argentino más destacado de la primera década del siglo XX. Esto originó que el uniforme fuera rechazado por la Argentine Football Association y tenga que rediseñarse con rayas verticales más anchas, incluyendo cinco rojas y cuatro blancas, como finalmente quedó establecido al fundarse el club.
La única modificación que tuvo la camiseta titular de Estudiantes se habría producido durante la era amateur, en el campeonato de ascenso de 1908, cuando pudo haber utilizado un modelo rojo con una franja blanca sobre el pecho, debido a un pedido de la AFA por su similitud con la de Alumni. Aunque no existe registros fotográficos que puedan documentar esta afirmación.
Salvo esta excepción, el uniforme no sufrió cambios trascendentes a lo largo de su historia, aunque, indistintamente, algunas temporadas presentó diseños con tres, dos y hasta una franja vertical roja, pero más anchas y con mayor predominio del blanco. Los pantalones y las medias que componen el uniforme oficial tradicional son negros, con variaciones, según las temporadas, en blanco o rojo.
Una curiosidad fue el modelo que la empresa Olan, encargada por entonces de proveer la indumentaria al club, diseñó entre 1998 y 1999, dividiendo la camiseta en mitades iguales, con bastones verticales rojos y blancos que eran anchos en el margen derecho y angostos del lado izquierdo.
El uniforme alternativo, aunque históricamente fue blanco con pequeños vivos rojos, fue modificado durante algunos períodos. En la década de 1930, por caso, el club utilizó un modelo ajedrezado con cuadros rojinegros en la totalidad de la camiseta. También usó indumentaria completamente roja, con vivos blancos, durante las décadas de 1930, 1940, 1950 y 1960, al igual que entre 1993 y 1994, cuando la firma Adidas volvió a distribuir camisetas rojas, pero con pantalones blancos. Y ya en el siglo XXI llegaron los diseños alternativos más innovadores: el de 2000 y 2001, cuando la empresa Mitre estableció un modelo totalmente gris con pequeños detalles en rojo, y los diseñados por la firma Topper: entre 2007 y 2008, a rayas verticales grises y negras; en 2009, tras la obtención de la cuarta Copa Libertadores, de color dorado; y el de 2010, nuevamente gris con vivos rojos y blancos. Hasta ese año, la alternativa conservaba el esbozo original blanco, con vivos rojos y sobreimpresos de tono gris, en la zona del torso, con las imágenes de la Copa Intercontinental y la Copa Libertadores logradas por la institución. En 2012, nuevamente auspiciado por Adidas, se diseñó, por primera vez para el club, un uniforme alternativo íntegramente negro.
La firma británica Umbro diseñó en 2016 una nueva camiseta alternativa, roja y con vivos dorados; y, en 2018, por primera vez en su historia, otra de color naranja coral con pequeños vivos verticales en rojo. Asimismo, al cumplirse las bodas de oro del título mundial conseguido en 1968, el club volvió a lucir el uniforme alternativo completamente blanco, que, en homenaje a aquel logro, se utilizó regularmente durante el Campeonato de Primera División 2018/19.
Desde enero de 2022, el proveedor oficial de indumentaria deportiva es Ruge, marca propiedad del club cuya manufactura recae en la empresa Mateu Sports. Esta firma diseñó, en la temporada 2023, una tercera equipación oficial, nuevamente con predominio de gris, en dos tonalidades acromáticas que se diferencian entre sí por las rayas verticales que dividen la indumentaria, siguiendo el diseño de la camiseta titular que usara la Selección de fútbol de Argentina en la Copa del Mundo 1986. El modelo fue desarrollado en homenaje a Carlos Salvador Bilardo, entrenador del seleccionado campeón del mundo en el Mundial de México, al cumplirse 40 años del primer partido que este entrenador dirigió en la Selección Argentina.
- Uniforme titular: Camiseta a rayas verticales rojas y blancas, pantalón negro, medias negras.
- Uniforme alternativo: Camiseta negra con vivos rojos y blancos, pantalón blanco, medias blancas.

| Primero | (Ver evolución) | Actual |

## Infraestructura

### Estadio Jorge Luis Hirschi

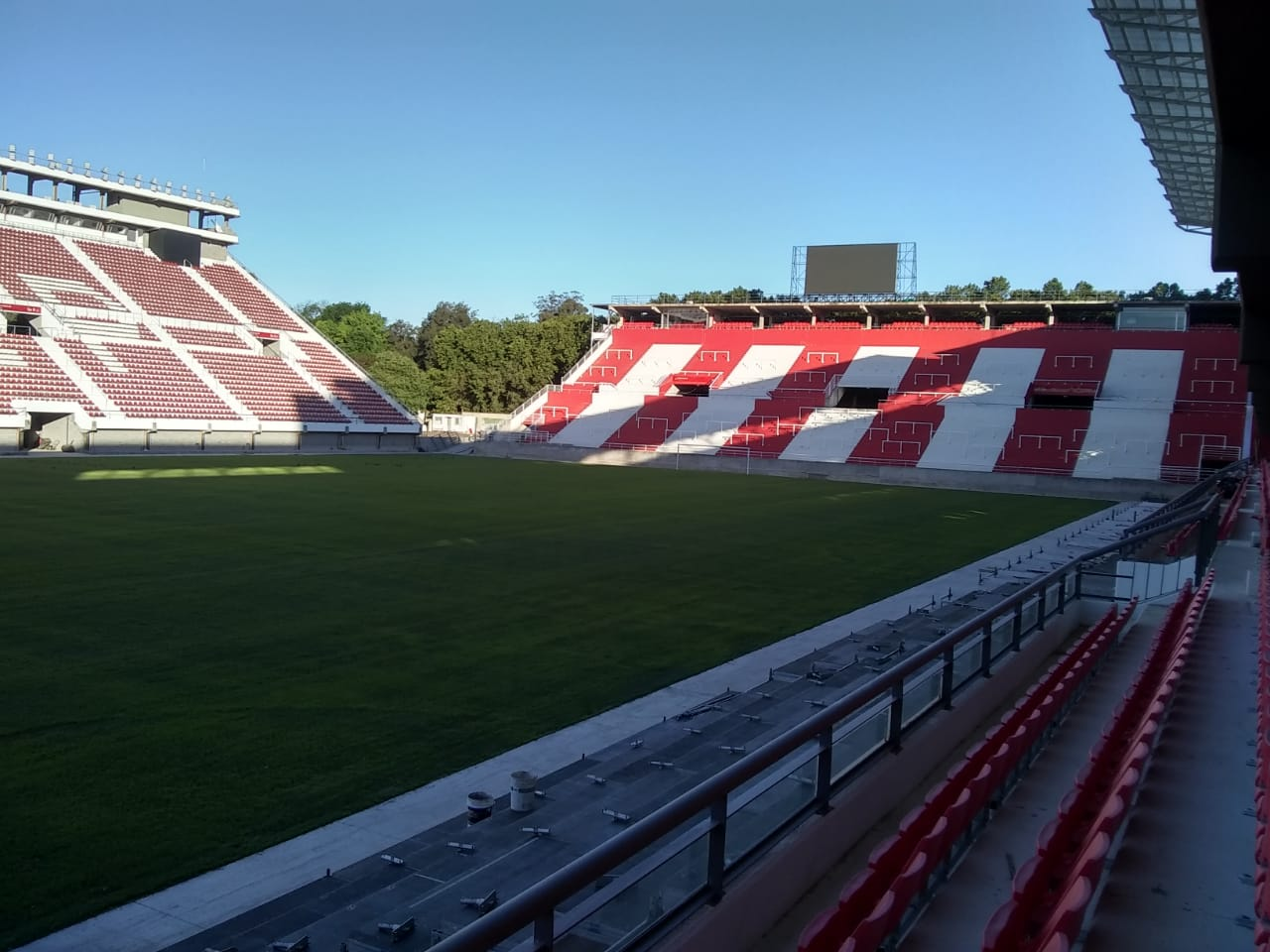
Vista general del estadio, reinaugurado en 2019, desde los palcos de la platea oficial.

El Estadio UNO Jorge Luis Hirschi es un recinto deportivo propiedad del Club Estudiantes de La Plata, ubicado en la ciudad bonaerense de La Plata, Argentina. Se sitúa en la avenida 1, entre las calles 55 y 57, y cuenta con capacidad para albergar a 32 530 espectadores, lo que la convierte en el recinto deportivo no gubernamental de mayor aforo de la región.
Por sus nuevos atributos, innovaciones tecnológicas y sustentabilidad ambiental, está considerado uno de los estadios de fútbol más modernos a nivel mundial, con características únicas en el fútbol argentino. Es, además, el recinto deportivo de mayor antigüedad entre los equipos de la Primera División de Argentina, dado que se encuentra en la misma localización, el hoy parque público Paseo del Bosque, desde febrero de 1906, cuando el Club Estudiantes de La Plata recibió las tierras para la construcción de su cancha.
La edificación original fue desmontada y demolida para su remodelación durante 2007 y, tras ratificarse un acuerdo firmado con el Municipio local en julio de 2008, comenzó a construirse, sobre el mismo predio, el nuevo estadio del club. Su reinauguración, prevista para mayo de 2018, se produjo finalmente el 9 de noviembre de 2019, en un evento que incluyó espectáculos musicales y un partido de exhibición entre futbolistas de distintas épocas de la institución.

 El primer partido oficial tras la reapertura de la cancha luego de 14 años, se jugó el 30 de noviembre del mismo año, cuando Estudiantes recibió a Atlético Tucumán por la 15.ª fecha de la Superliga Argentina 2019/20.
En una primera instancia, la reapertura del estadio estuvo pautada para fines de 2010, aunque la dirigencia del club definió reformular el proyecto inicial, luego de la presentación de una medida judicial dejada sin efecto en 2011; y tras un acuerdo entre las partes implicadas, homologado con la entrega de las escrituras de tierras por parte del Estado provincial. El amparo judicial impedía la continuidad de las obras hasta que se determinara si éstas impactaban negativamente sobre el medio ambiente, situación que produjo diferentes modificaciones en el diseño original de construcción del estadio, entre 2010 y 2019, y el aplazo en los tiempos de reinauguración fijados previamente.
Con la aprobación del primer proyecto arquitectónico se incluyó, además, la modificación del nombre para el nuevo estadio, que pasaría a llamarse «Tierra de Campeones». Sin embargo, la CD que asumió su mandato en octubre de 2014 decidió mantener su demominación histórica, con el que se lo conoce desde 1970: Jorge Luis Hirschi.

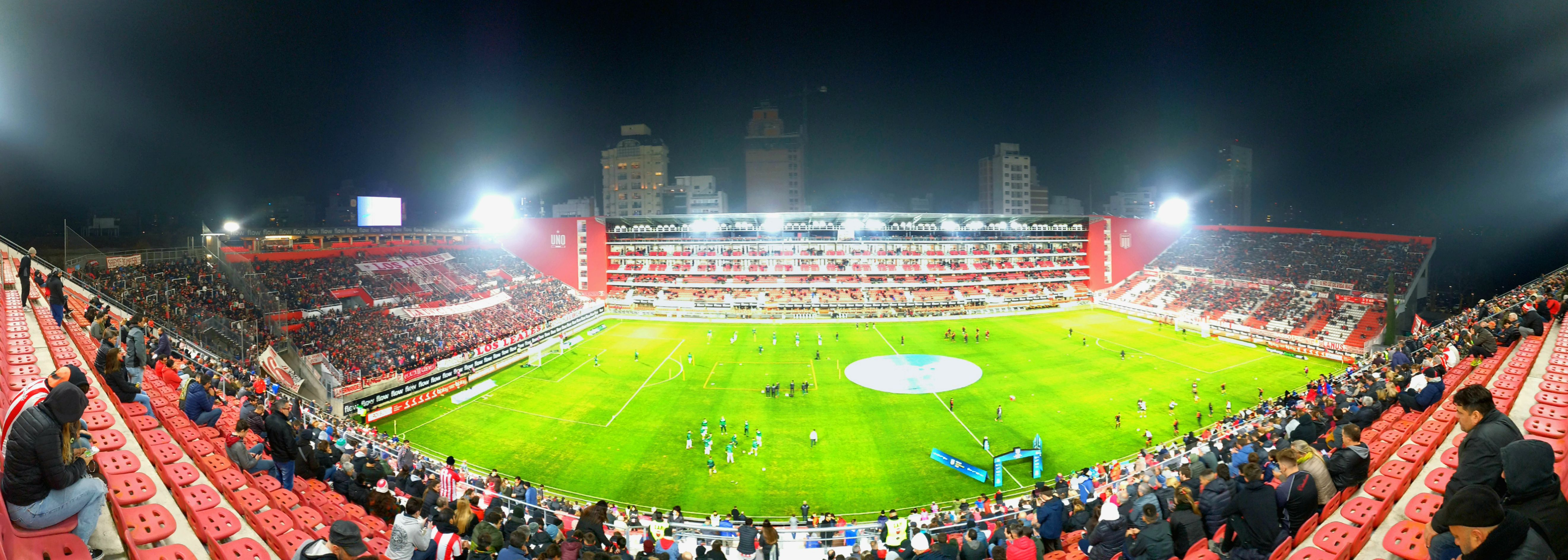
Panorámica del interior del Estadio Jorge Luis Hirschi, en 2022, desde la platea ubicada sobre la calle 115, en el sector noreste del campo deportivo.

### Instalaciones

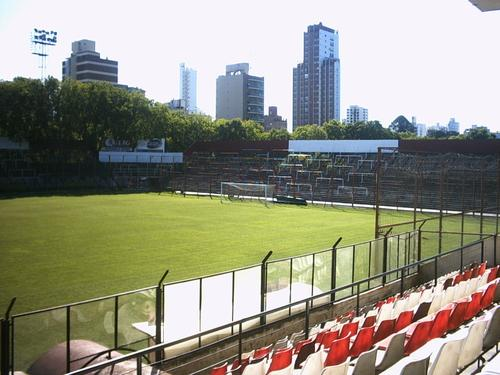
El estadio, en 2007, antes de su demolición, con las estructuras de hierro y madera.

El Club Estudiantes de La Plata posee, además de su estadio de fútbol, un predio deportivo (el Country Club) en las afueras de La Plata, en el barrio de City Bell, donde se levanta el edificio de dos niveles que se utiliza para la concentración del plantel profesional; un complejo, aledaño a aquel, que contiene una cancha para la práctica internacional del golf; y la sede social, un edificio de ocho pisos donde funciona la administración central del club, ubicado en el centro de La Plata. También cuenta con un jardín de infantes y con enseñanza primaria y secundaria.
- Country Club «Mariano Mangano»: es un predio deportivo de más de 85 hectáreas localizado en el barrio de City Bell, en calle 462 (Alvear) y 28, lugar donde el plantel de fútbol realiza las pretemporadas, los entrenamientos y las concentraciones previas a cada uno de los partidos. Tiene seis canchas profesionales de fútbol, dos de fútbol infantil y juvenil, y otras dos de césped sintético: una para el equipo femenino de hockey sobre césped; otra, confeccionada con dimensiones que permiten el desarrollo de la práctica de «fútbol 7». También posee una piscina en forma de «Y» con capacidad para siete millones de litros agua que es utilizada por los asociados durante la temporada estival, áreas para recreo, campamentos y canchas de baloncesto, balonmano, pádel, sófbol, tenis y vóley; y el complejo habitacional «Edgardo Fabían Prátola» para la concentración de los futbolistas juveniles que se incorporan al club de diferentes ciudades del país, que reemplazó a la antigua pensión «Dante Demo», ubicada sobre calle 115 y 55, que fuera demolida para la construcción del nuevo estadio de fútbol de la institución.[212][213]

- Sede Social «Pedro Osacar»: es un edificio donde funciona la administración central del club, la oficina de socios, un restaurante, el Pincha Store y el Museo Estudiantes.[214] Cuenta con una superficie de 6500 m² y ocho pisos, donde se desarrollan todo tipo de disciplinas, como baloncesto, balonmano, boxeo, gimnasia artística, judo, patín artístico, pesas, taekwondo y vóley. Entre éstas se destaca la natación, dado que es uno de los pocos clubes platenses que posee piscina climatizada.[215] El inmueble donde funciona se denomina, desde 2018, Pedro Jorge Osácar, en homenaje a quien ejercía el cargo de presidente de la institución cuando la Sede Social fue ampliada e inaugurada, en 1946.[216][217]

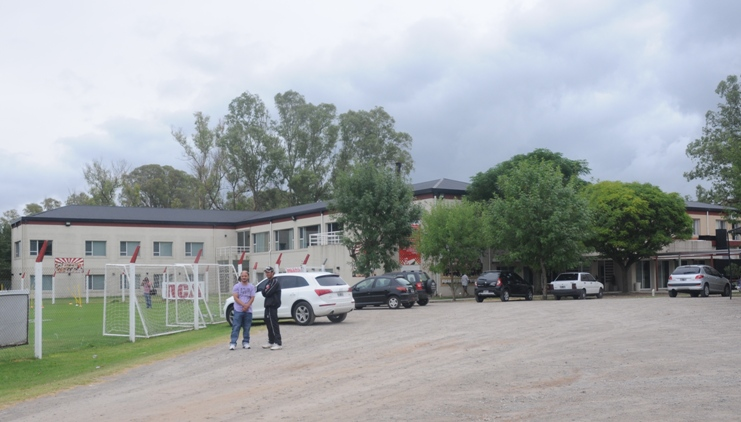
Edificio para la concentración del fútbol profesional en el Country Club de City Bell.

- Concentración: es un complejo de dos niveles construido en el Country Club para la concentración previa del plantel a cada uno de los partidos oficiales. Posee habitaciones dobles para el plantilla profesional, consultorio médico, sala de kinesiología y sectores de recreación para cada uno de los futbolistas, con un microcine en el piso superior para el trabajo del cuerpo técnico. Además contiene un spa con hidromasajes, sauna, baños turcos, una pileta climatizada para la recuperación física del plantel y un gimnasio de musculación.[213]

- Complejo Polideportivo «Mario Martínez»: es un edificio multidisciplinario que se ubica en el predio del Country Club para la práctica de baloncesto, vóley, balonmano y otras actividades; también para el desarrollo de entrenamientos, en espacio cerrado, del plantel profesional de fútbol.[218]

- El Golf: es un predio de 54 hectáreas, lindero al Country Club, con una cancha de 27 hoyos de nivel internacional para la práctica de este deporte. El campo está compuesto por tres vueltas (amarilla, blanca y roja) de 9 hoyos cada una.[213]

- Colegios: el club posee un jardín de infantes y una escuela de enseñanza primaria, que funcionan en el Country Club, con más de 600 alumnos; también un lugar para la ESB (Educación Secundaria Básica) y la ESS (Educación Secundaria Superior), inaugurado en 2007.[219][220][221][222]

## Hinchada

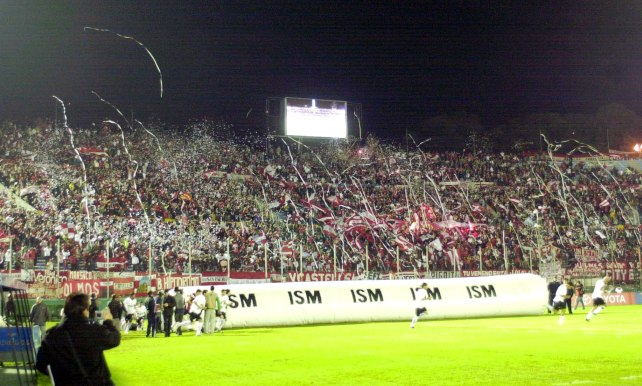
Cerca de 13 000 hinchas de Estudiantes viajaron al Estadio Centenario de Montevideo en 2009.

Hinchada, según su definición, es un término utilizado en Argentina y varios países de Latinoamérica para referirse al grupo organizado de aficionados o simpatizantes a un deporte y parciales de un equipo, cuya actuación se caracteriza por el uso de cánticos de aliento. La hinchada de Estudiantes de La Plata, como la de la mayoría de los equipos del fútbol argentino, por ser el deporte más popular del país, cuadra en esta definición.
Estudiantes posee alrededor de 57 000 socios -uno de los clubes nacionales con mayor cantidad- y más de 120 peñas, ya sean filiales o agrupaciones, en varias ciudades de Argentina y del mundo, como las de Ushuaia, Salta, San Salvador de Jujuy, Búzios, en Brasil, o la Agrupación Enrique Guaita, de Anghiari, Italia. Una de ellas, la de la ciudad de Neuquén, funciona sobre la calle Estudiantes de La Plata, luego de que sus miembros impulsaran, ante la municipalidad y el Concejo Deliberante de esa localidad, el cambio de nombre de la arteria. La Filial Cholo Simeone, con sede en Auckland, Oceanía, que abarca tanto a Nueva Zelanda como a Australia, fue una de las últimas en crearse, representando el quinto continente y la presencia de filiales de esta institución en todos ellos. Además posee otras en Tel Aviv, Israel, y en Ramalá, Palestina.
Como en la mayoría de los clubes populares del fútbol argentino, Estudiantes cuenta en su hinchada con la presencia de «barrabravas». El 3 de marzo de 2010, en la estación de ferrocarril de La Plata, un oficial de la Policía Federal Argentina fue asesinado de un disparo en la cabeza efectuado por un simpatizante del club, durante enfrentamientos entre dos grupos de hinchas que pugnaban por hacerse con el control de la llamada «barra»; además fueron heridas otras dos personas. Desde junio de 2009 se produjeron diversos enfrentamientos por el mismo motivo.

### Encuestas a nivel nacional

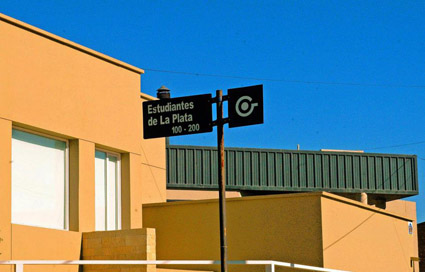
Cartel indicador de la calle Estudiantes de La Plata, en la ciudad de Neuquén, Argentina.

Según varios estudios de investigación social vinculados con el fútbol, la hinchada de Estudiantes es una de las más significativas de Argentina. Encuestas de la Consultora Equis, realizadas en marzo de 2006, marzo de 2008, octubre de 2009 y mayo de 2022, lo ubican como el 7.º o el 8.º equipo del fútbol argentino con mayor cantidad de hinchas en todo el país, apenas superado por Rosario Central o Newell's Old Boys y los denominados «cinco grandes», en ese orden.
Los trabajos, realizados a lo largo de tres años y con un margen de error del 1% según el propio director de la consultora, Artemio López, revelan además que Estudiantes es el 5.º club que más simpatizantes tiene en la región central (se tomaron en cuenta para el sondeo las provincias de Buenos Aires, Córdoba, Santa Fe y Entre Ríos), por encima de Racing Club y San Lorenzo, dos de los llamados equipos «grandes», y solo por debajo de Boca Juniors, River Plate, Independiente y Rosario Central. Incluso, es el club de los no denominados «cinco grandes» que más hinchas tiene en la región patagónica.
La misma consultora elaboró un estudio similar en 2003, que coincide con la investigación de 2009, donde constató que en La Plata, como ocurre en otras ciudades como Santa Fe, Rosario, Córdoba o San Miguel de Tucumán, son predominantes los simpatizantes de los clubes locales, en este caso Estudiantes y Gimnasia, relegando a los hinchas de los dos clubes nacionales más populares, Boca Juniors y River Plate. Solo un trabajo, el de la Secretaría de Medios de la Nación, de 2006, ubica a Boca Juniors en el segundo lugar, por detrás de Gimnasia y Esgrima, y a Estudiantes en el tercero, aunque con menos de un punto de diferencia entre los tres.
Otros sondeos de iguales características a nivel nacional, sin embargo, como el realizado por la consultora Entrepreneur para la revista El Gráfico en 1998, revelaban que Estudiantes era el equipo más popular de La Plata, superando por 18 puntos a su tradicional rival.
En ese sentido también se expresan dos encuestas nacionales del Diario Clarín, realizadas en 2009 y 2010 para el concurso «El Gran DT», sobre una base de datos de más de 2.000.000 de personas, que posiciona a Estudiantes como el 7.º club del fútbol argentino con mayor cantidad de simpatizantes, en coincidencia con el trabajo de la Consultora Equis, y con ventaja en la ciudad de La Plata sobre Gimnasia.
El último sondeo oficial sobre esta temática, realizado conjuntamente por la AFA y la FIFA, se elaboró entre 2018 y 2019. El informe arrojó un ranking de espectadores de los clubes del fútbol argentino según la cantidad de simpatizantes que, en promedio, concurren a cada partido. Estudiantes se ubica en la 7.ª posición, con un total de 25 074 espectadores, siendo solo superado por River Plate, Boca Juniors, Talleres de Córdoba, Rosario Central, Independiente y Racing Club.

### Estudiantes y el debate del «sexto grande»
Diferentes estudios, encuestas y sondeos ubican a Estudiantes de La Plata como uno de los grandes clubes nacionales (los otros son Vélez Sarsfield, Huracán, Newell's Old Boys y Rosario Central) que reclaman ser reconocidos como el sexto grande del fútbol argentino.
Aunque no existe un consenso homogéneo sobre cuáles deberían ser las variables de análisis para establecer si un equipo puede ser o no considerado «grande», los que se han mencionado como relevantes son: la cantidad de torneos nacionales e internacionales obtenidos en la historia del profesionalismo, el número de socios, la permanencia en Primera División o la cantidad de entradas vendidas.
Entre los cinco clubes, Estudiantes es el de mayor cantidad de temporadas en la máxima categoría del fútbol argentino en el profesionalismo (92) y en ambas eras (111), el equipo con más títulos a nivel internacional (6) y, junto a Vélez Sarsfield, el que más competiciones oficiales nacionales e internacionales acumula (16).
En cuanto a la concurrencia de los simpatizantes, desde el comienzo de los llamados «torneos cortos», en 1991, y hasta 2004, se ubica como el 8.º club en cantidad de entradas vendidas luego de los llamados «cinco grandes», Vélez Sarsfield y Rosario Central. Esto último sucede también con el total de localidades expendidas entre el inicio del profesionalismo y 1999; y hasta 2009, donde se ubica entre los diez primeros. Estos cómputos, igualmente, son parciales, al no contemplarse como «entrada o ticket de venta» el acceso de los socios de las instituciones a los partidos disputados en condición de local.
Históricamente, por su clásica rivalidad con San Lorenzo (uno de los denominados «cinco grandes») y la modificación parcial del llamado «voto proporcional» de AFA en 1941, algunos estudios e investigaciones ubicaron a Huracán como el sexto en discordia, como uno realizado por el Diario Olé entre 2001 y 2002, aunque dicha encuesta solo se efectuó entre aquellos lectores que voluntariamente quisieron enviar su respuesta.
Más recientemente, en un libro publicado en 2023 (¿Quién es más grande?) se elaboró un trabajo de investigación a partir de 36 parámetros comparativos -futbolísticos, deportivos, históricos, sociales, culturales y comerciales, entre otros- entre clubes que participan de las competiciones oficiales de AFA donde se concluye que Estudiantes es el «quinto grande» del fútbol argentino.

## Posicionamiento

### Nivel mundial

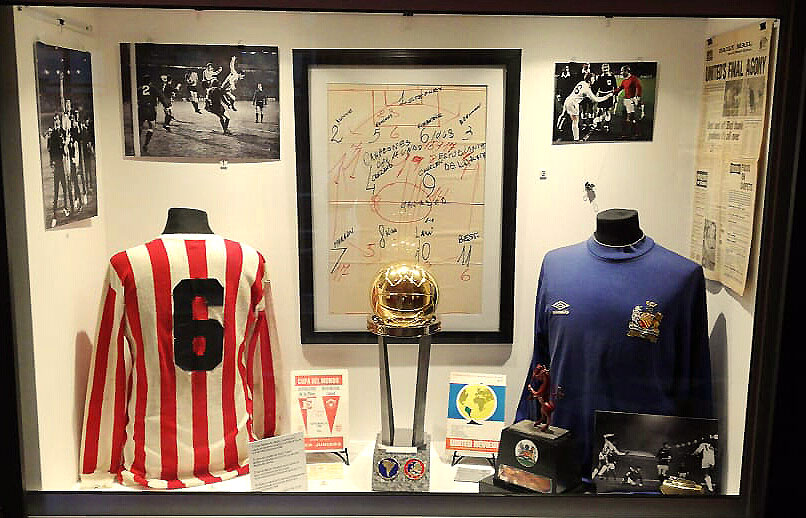
Copa Intercontinental, exhibida en el Museo del Club Estudiantes de La Plata.

Estudiantes de La Plata fue el primer club de fútbol a nivel mundial en participar en tres ediciones consecutivas de la Copa Intercontinental. Se consagró campeón en la primera de ellas, en 1968 y ante el Manchester United de Inglaterra, y es el primer club argentino en lograr este trofeo en condición de visitante.
Además de ser el primer equipo de la historia que logró ganar tres ediciones consecutivas de la Copa Libertadores de América, y el único que la obtuvo dos veces en forma invicta, con la obtención de la 50.ª edición de esta competición en 2009 se convirtió en el 4.º equipo (desde 2018, compartido con River Plate) con mayor cantidad de Libertadores ganadas después de Independiente, Boca Juniors y Peñarol de Uruguay. También posee el récord de ser el único club en haberse coronado campeón de esta competencia con el 100% de eficacia de puntos, en la edición de 1969.
A su vez, es uno de los siete clubes de mayor efectividad en la historia de este torneo entre aquellos que disputaron más de una edición.
Por su parte, en 2010, tras disputar la final de la Recopa Sudamericana y consagrarse campeón del Torneo Apertura de la Primera División Argentina, Estudiantes se ubicó en el 5.º puesto de la clasificación de equipos de fútbol a nivel mundial, y por tercera temporada consecutiva entre los diez primeros, según la tabla anual de clubes que realiza la Federación Internacional de Historia y Estadística de Fútbol (IFFHS). Esta es la tercera mejor posición alcanzada por un equipo argentino desde la creación de este organismo en 1991, detrás de Boca Juniors y Vélez Sarsfield y junto a River Plate.
Su mejor ubicación histórica en esta clasificación la alcanzó en abril y mayo de 2010, luego de ser designado como el 2.º mejor equipo de fútbol a nivel mundial tras el F. C. Barcelona; y se ubicó como el más destacado del mundo en la clasificación mensual de julio, obteniendo por primera vez el reconocimiento de «Club del Mes», mención que, entre equipos argentinos, además de Estudiantes, solo lograron Boca Juniors, River Plate y Vélez Sarsfield.
Para la confección de este ranking se consideran los resultados oficiales de las ligas nacionales y las competiciones internacionales de las seis confederaciones continentales asociadas a la FIFA. La misma entidad también desarrolla una clasificación histórica, solo sobre la base de los resultados obtenidos desde la instauración de esta clasificación en 1991, en la cual Estudiantes se posicionó, en 2009, como el 5.º mejor equipo de Argentina y 74.º del mundo; y un ranking mundial de clubes del siglo XXI, en el que, al final de la primera década, en el período 2001-2010, se ubicó como el 4.º mejor equipo de Argentina y 50.º del mundo.

### Nivel nacional

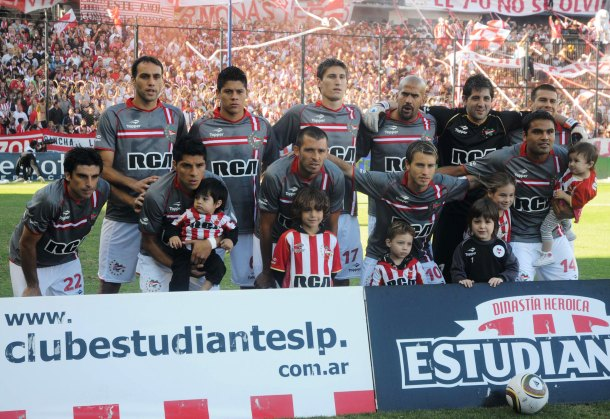
Equipo de Estudiantes en 2010, con camiseta alternativa: campeón del Torneo Apertura y subcampeón del Clausura.

El club se ubica en el 7.º lugar, junto a Newell's Old Boys, en la tabla de clubes campeones de torneos regulares de Primera División, sumando las eras amateur y profesional, con 6 títulos nacionales, y se encuentra en el 4.º puesto de la clasificación de equipos argentinos que más títulos internacionales oficiales confederativos e interconfederativos  (6) obtuvieron a lo largo de la historia, siendo junto a Independiente y Arsenal -contabilizando los clubes que al menos obtuvieron un campeonato de Primera División en el profesionalismo- los únicos tres del fútbol local que poseen mayor cantidad de lauros internacionales que nacionales.
Se encuentra, a su vez, en el 7.º lugar de la clasificación histórica del fútbol argentino, que comprende los puntajes obtenidos por todos los equipos que alguna vez participaron en los campeonatos oficiales de Primera División de AFA; y en el 4.º lugar, también entre clubes nacionales, en la tabla acumulada de puntos logrados en la Copa Libertadores de América. Además, es el equipo argentino con mayor porcentaje de partidos ganados en la historia de este certamen, alcanzando el 53,8% de efectividad, con 84 victorias en 156 encuentros, hasta 2025.
Actualmente, ocupa el 5.º lugar, también entre equipos argentinos, en la clasificación de clubes que anualmente realiza la Confederación Sudamericana de Fútbol, con 3.265 puntos.
En cuanto a las participaciones de equipos argentinos en competencias internacionales, las hoy organizadas por la CSF y la FIFA, el club se posiciona en el 4.º puesto de la clasificación, con 44 copas disputadas desde 1968, solo superado por Boca Juniors, River Plate e Independiente.
Estudiantes es uno de los siete equipos nacionales afiliados a AFA que más títulos oficiales de carácter nacional e internacional obtuvo (17), contabilizando torneos regulares de Primera División y copas organizadas por la AFA, la CSF y la FIFA, de ambas eras, siendo solo superado por los denominados «cinco grandes» del fútbol argentino e igualando la posición con Vélez Sarsfield.
Con la consagración en la Copa Libertadores 2009, pasó a ser, a su vez, el segundo equipo de la historia del fútbol argentino en disputar un Mundial de Clubes de la FIFA, torneo en el que accedió a la final y perdió ante el F. C. Barcelona, en tiempo suplementario, tras igualar 1-1 en los 90 minutos reglamentarios.

### Hechos destacados en la era profesional

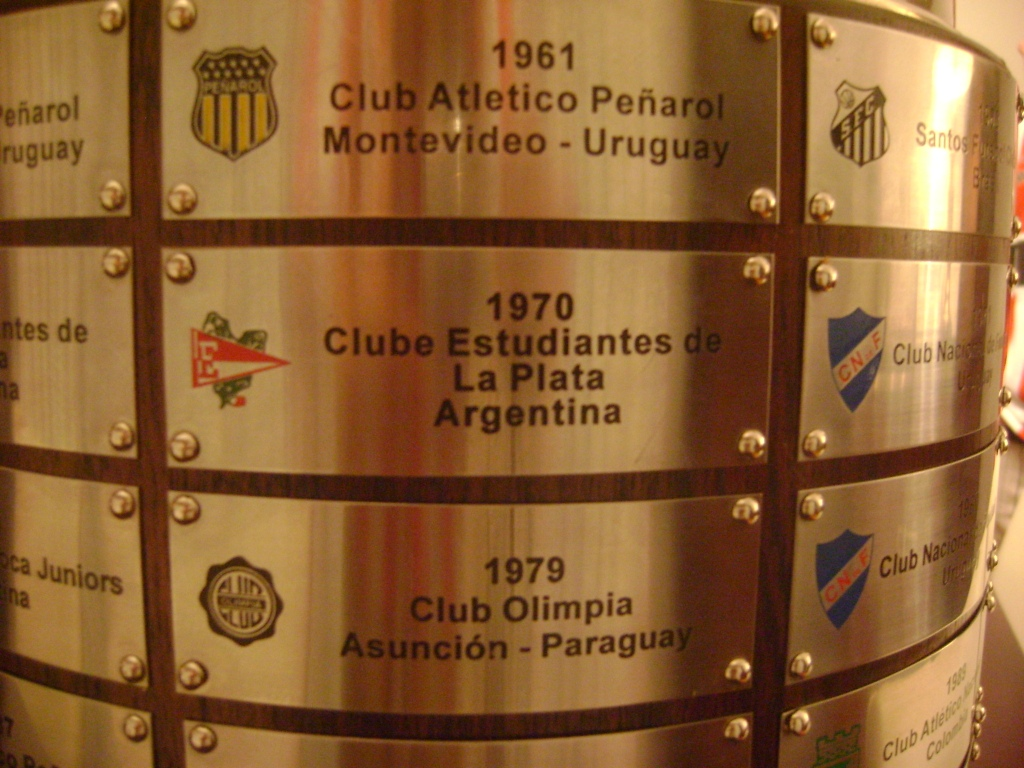
Placas que reseñan a los campeones de la Copa Libertadores de América, en el trofeo que anualmente entrega la CSF a sus ganadores.

- Es uno de los ocho únicos equipos del fútbol argentino en haber ganado la Copa Libertadores de América y el tercero que más veces la obtuvo, junto a River Plate, después de Independiente y Boca Juniors.[8][142]
- Es el cuarto club del fútbol argentino que más finales de torneos internacionales disputó (12), superado por Boca Juniors, Independiente y River Plate.
- Es el séptimo club argentino en superar la barrera de los 1.000 triunfos en la historia de la Primera División del fútbol argentino. Además de Estudiantes, solo Vélez Sarsfield, Newell's Old Boys y los llamados «cinco grandes» pudieron alcanzar esta marca hasta el momento en el profesionalismo.[112]
- Es el club de los no denominados «cinco grandes» con mayor permanencia en la Primera División, la máxima categoría del fútbol argentino. Ocupa el quinto puesto de presencias en la era profesional, inclusive superando a Racing Club, uno de los denominados «cinco grandes».
- Es uno de los dos únicos equipos del fútbol argentino, el otro es Huracán, en haber contado en su plantel con un entrenador que se consagró campeón de Primera División en el club y en una Copa del Mundo con la Selección Argentina: Carlos Bilardo, campeón como director técnico, con Estudiantes, en el Metropolitano 1982; y con el Seleccionado nacional, en México 1986.[84]
- Cuatro de los quince máximos goleadores de la historia de la Primera División de Argentina se desempeñaron como jugadores de Estudiantes: Manuel Pelegrina (1938-1952 y 1954-1956), Ricardo Infante (1942-1952 y 1957-1960), Martín Palermo (1992-1997) y Hugo Gottardi (1976-1983 y 1986-1987).[269][270]
- Es el único equipo de la ciudad de La Plata en haber obtenido títulos oficiales nacionales e internacionales, de carácter regular, en la era profesional.[5]
- Es el club que tuvo al primer goleador del fútbol argentino: Alberto Zozaya, máximo artillero del Campeonato de Primera División de 1931, el primero de la era profesional.[40]
- Es el equipo que rompió la hegemonía de títulos de los denominados «cinco grandes», en la era profesional, al consagrarse campeón del fútbol argentino en el Torneo Metropolitano 1967.[62]
- Es el único equipo del fútbol argentino en terminar como subcampeón invicto en el profesionalismo, al obtener el segundo puesto, sin derrotas, en el Campeonato Nacional 1967.[64] Fue el primer club en finalizar un torneo sin caídas en la era profesional.[5]
- Primer club en lograr tres veces consecutivas la Copa Libertadores, entre 1968 y 1970. Es, junto a Independiente, uno de los dos equipos argentinos en conservar la posesión definitiva del trofeo original en sus vitrinas.[8][142]
- Es el único equipo que se consagró campeón invicto de la Copa Libertadores en dos ediciones: 1969 y 1970.[271]
- Es el único club en consagrarse campeón de la Copa Libertadores obteniendo la totalidad de los puntos en disputa, en la edición de 1969.[257]
- Primer club en disputar cuatro finales consecutivas de la Copa Libertadores, entre 1968 y 1971.[8][142]
- Primer equipo en disputar tres finales consecutivas de la Copa Intercontinental (precursora del Mundial de Clubes de la FIFA, que se realiza regularmente desde 2005), entre 1968 y 1970.[4]
- Es el único club de América en consagrarse campeón en Inglaterra, al derrotar al Manchester United en la final de la Copa Intercontinental 1968.[68]
- Es uno de los seis únicos clubes del fútbol argentino en haber logrado la Copa Intercontinental; y el séptimo a nivel mundial, sumando las definiciones de la Copa Mundial de Clubes, junto a Bayern de Múnich y Liverpool F. C., que más finales disputó de esta competencia.[4]
- Osvaldo Zubeldía, entrenador de Estudiantes entre 1965 y 1971, es el único director técnico en conquistar un tricampeonato consecutivo de la Copa Libertadores, la máxima competición de clubes a nivel sudamericano.[272]
- Carlos Bossio, jugador de Estudiantes entre 1994 y 1999, se convirtió en el primer arquero del fútbol argentino en hacer un gol de jugada. Fue de cabeza, el 12 de mayo de 1996, ante Racing Club en el Cilindro de Avellaneda, por el Torneo Clausura de ese año. El partido terminó igualado 1-1.[100]
- En 2006, bajo la conducción técnica de Diego Pablo Simeone, logró la máxima goleada en la historia del clásico de la ciudad de La Plata al ganarle a Gimnasia por 7-0, siendo el resultado de mayor diferencia entre ambos equipos.[118]
- Es el primer equipo en ganar una final de «torneos cortos», campeonatos de una rueda que se disputaron en Argentina desde 1991 hasta 2014. Fue el 13 de diciembre de 2006, cuando derrotó a Boca Juniors por 2-1 en el partido de desempate del Torneo Apertura de ese año.[126]
- En 2010 se consagró como el quinto mejor equipo del fútbol mundial y se ubicó por tercera temporada consecutiva entre los diez primeros, según la clasificación de clubes elaborada por la IFFHS. Con esta marca, logró la tercera mejor ubicación anual de un club argentino, junto a River Plate, desde la creación de ésta en 1991;[260][262][264] aunque su mejor posición en esta clasificación la alcanzó en abril y mayo de 2010, luego de ser designado como el segundo mejor equipo del mundo tras el F. C. Barcelona.[13][14][15]
- Tras la obtención de la Copa Libertadores 2009, se ubica como el cuarto equipo del fútbol sudamericano más ganador de esta competición (desde 2018, compartido con River Plate), luego de Independiente, Boca Juniors y Peñarol de Uruguay, siendo el primer club del continente en lograrla sin recibir goles en condición de local. Se convirtió además en el segundo equipo del fútbol argentino en disputar la Copa Mundial de Clubes,[19] competencia en la que accedió a la final y perdió ante el F. C. Barcelona, en tiempo suplementario, tras igualar 1-1 en los 90 minutos reglamentarios.
- Estudiantes lleva 80 años sin quedar en desventaja en el historial del clásico platense por campeonatos oficiales de Primera División en la era profesional; la última vez fue en 1945, cuando derrotó a Gimnasia (4-2) en la primera rueda del torneo de aquel año e igualó la serie.[273]

## Clásico de La Plata

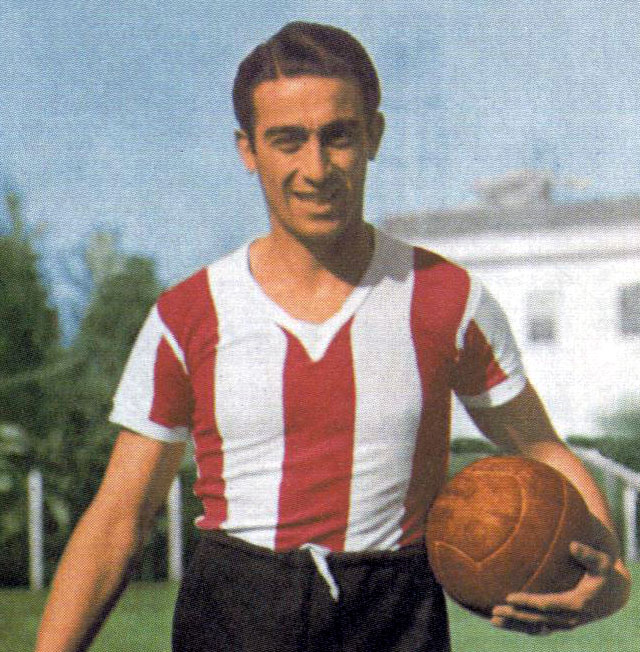
Manuel Pelegrina, máximo goleador de Estudiantes y del clásico platense.

El clásico platense (Clásico de La Plata o Clásico de las diagonales) es como habitualmente se denomina al partido del fútbol argentino que enfrenta a los dos clubes más importantes de la ciudad de La Plata: Estudiantes y Gimnasia. Comenzaron a enfrentarse oficialmente en 1916, durante la era amateur, luego del ascenso de Gimnasia a Primera División en 1915, categoría en la que Estudiantes militaba desde 1912. La rivalidad es una de las más destacadas del fútbol argentino, con una larga tradición de enfrentamientos en campeonatos regulares de Primera División, copas nacionales y, desde 2014, en torneos internacionales.
Desde 1931, por campeonatos oficiales de Primera División organizados por la Asociación del Fútbol Argentino en el profesionalismo, se han jugado 166 partidos: Estudiantes ha ganado 60, con 244 goles; Gimnasia se ha impuesto en 46, con 208 tantos; y han empatado 60 veces. Siendo local Estudiantes, se enfrentaron en 81 oportunidades: Estudiantes ganó 37 partidos, empató 27 y perdió 17, con 133 goles a favor y 91 en contra. En tanto que, siendo local Gimnasia, se disputaron 80 encuentros: Gimnasia obtuvo 28 victorias, 31 empates y 21 derrotas, con 109 tantos a favor y 100 en contra. También hubo cinco cotejos de carácter neutral, cuatro de ellos en los estadios de ambos clubes. El restante se desarrolló el 23 de diciembre de 1972, en el estadio de Quilmes, por el Reclasificatorio del Campeonato Metropolitano de ese año. El partido, que fue suspendido por lluvia y se reanudó el 27 de diciembre, terminó 2-2.
En total, entre el amateurismo y el profesionalismo, por campeonatos oficiales de Primera División, copas nacionales e internacionales, disputaron 189 encuentros, con 67 victorias de Estudiantes (272 goles), 51 de Gimnasia (223 goles) y 71 igualdades.
En cuanto a los enfrentamientos, el primer partido de la historia entre Estudiantes y Gimnasia se disputó en la era amateur, el 27 de agosto de 1916, en el estadio de 1 y 57 y con derrota para Estudiantes por 1-0 con gol de Ludovico Pastor, mientras que el debut en encuentros oficiales de la era profesional se produjo el 14 de junio de 1931, por la 4.ª fecha del Campeonato de Primera División. El partido se jugó en el estadio de Gimnasia y terminó igualado 1-1. Sin embargo, un año después, por la 1.ª fecha del Campeonato de 1932, el 13 de marzo, Estudiantes establecería la primera goleada de la historia del clásico al ganarle por 6-1 en condición de local, con goles de Enrique Guaita (2), Alberto Zozaya (2), Héctor Castro y Manuel «Nolo» Ferreira.

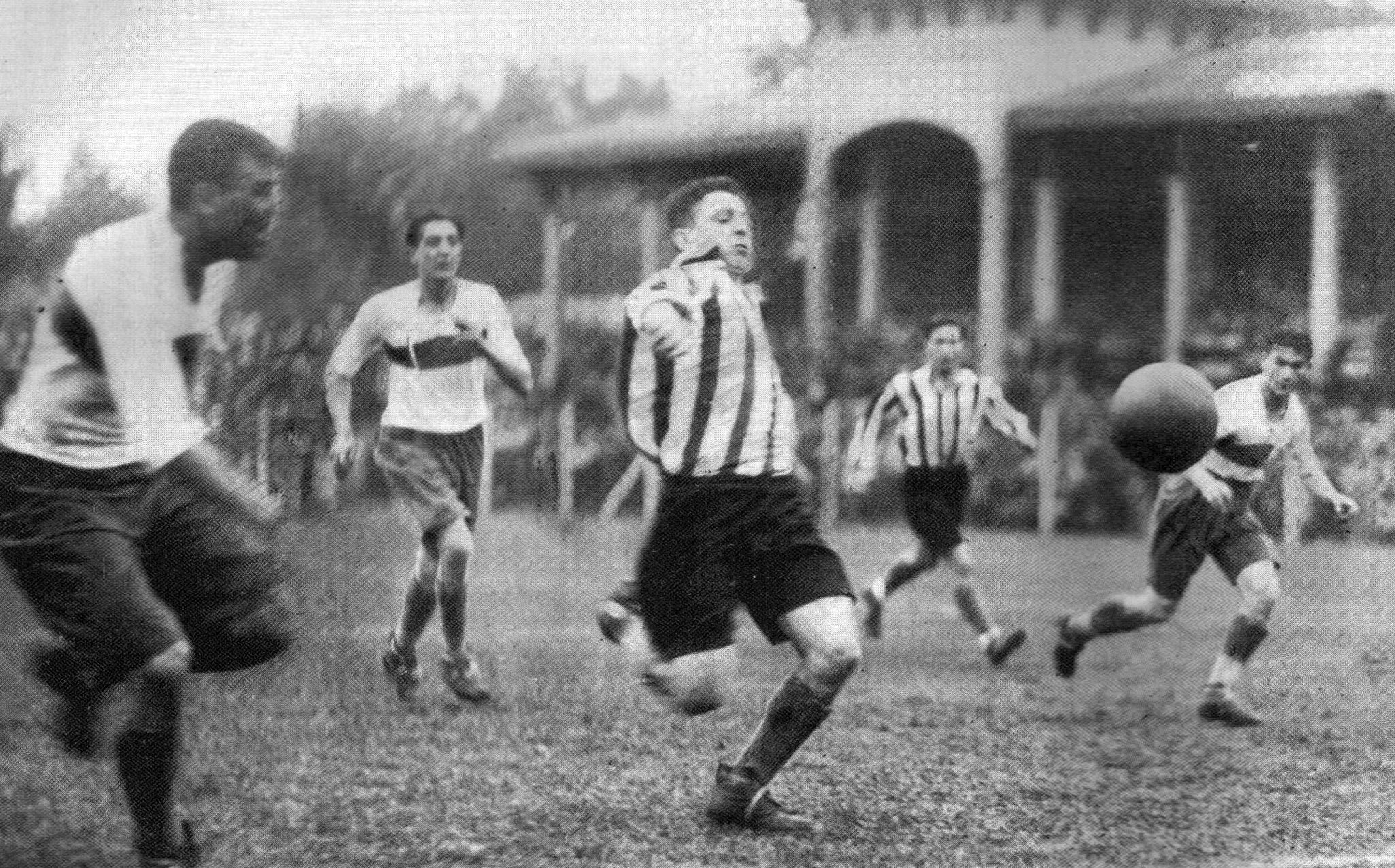
Una escena del segundo clásico platense del profesionalismo, en 1931.

Estudiantes registra a su favor las mayores goleadas a lo largo de la historia en los enfrentamientos ante su clásico rival de La Plata. Al mencionado triunfo de 1932, se suman las goleadas de la segunda rueda del Campeonato de Primera División de 1948, por 6-1; la victoria como visitante, también por 6-1, del Metropolitano 1968, campeonato en el que Estudiantes, además, se clasificó subcampeón; el triunfo por 5-1, en el estadio de 57 y 1, por la primera ronda del Nacional de 1971; y el 7-0 del 15 de octubre de 2006, por la 11.ª fecha del Torneo Apertura, estableciendo el resultado de mayor diferencia en la historia del clásico platense.
Su peor derrota, en tanto, se produjo durante el Campeonato de 1963, cuando cayó por 5-2 en el estadio de Gimnasia; y como local, el 20 de abril de 2003, por 4-2, en el Torneo Clausura de ese año.

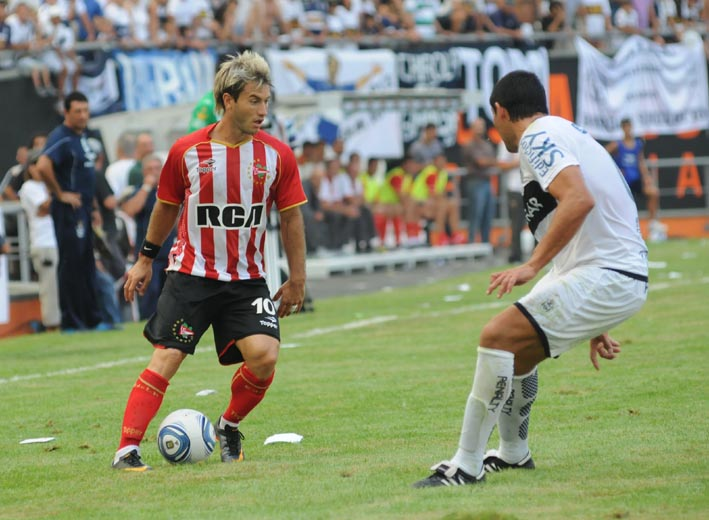
Estudiantes y Gimnasia, en el clásico de 2011 desarrollado en el Estadio Ciudad de La Plata.

Desde la victoria conseguida en la última fecha de la primera rueda del Campeonato de 1945, por 4-2 y en condición de visitante, Estudiantes no volvió a quedar en desventaja en el historial de Primera División entre ambos equipos durante el profesionalismo, por lo que hace 79 años que mantiene esta serie favorable en la estadística de enfrentamientos sobre su clásico rival. En la jornada final de aquel torneo, Estudiantes derrotó nuevamente a Gimnasia, por 3-1, tras lo cual su rival descendió a Primera B, ya que debía al menos igualar para no finalizar en la última posición del campeonato y forzar un desempate con Chacarita Juniors o Ferro Carril Oeste. El partido se disputó el 2 de diciembre de 1945 y Estudiantes actuó de local en el estadio de Lanús, debido a que tenía su cancha suspendida.
También posee el récord de victorias consecutivas en clásicos por campeonatos oficiales de Primera División, tras ganar los cinco enfrentamientos seguidos disputados entre el 26 de noviembre de 1939 y el 14 de julio de 1941, racha que repitió entre el 15 de octubre de 2006 y el 28 de septiembre de 2008.
El 2 de noviembre de 2019 consiguió, a su vez, la mayor diferencia de un equipo sobre otro en el historial de campeonatos regulares de Primera División del profesionalismo, de 14 partidos de ventaja, tras vencer a Gimnasia por 1-0 en un cotejo disputado en el estadio Juan Carmelo Zerillo. Esta serie récord la repitió el 28 de julio de 2024, cuando Estudiantes volvió a derrotar a su tradicional rival con una goleada por 4-1, como local, condición en la que no cae frente a Gimnasia desde 2003.
Tras empatar 1-1 el clásico correspondiente al Campeonato de Primera División 2022, alcanzó la mayor serie invicta en la historia de este duelo y de los clásicos del fútbol argentino en Primera División, considerando campeonatos de AFA y copas nacionales e internacionales: 20 encuentros oficiales sin derrotas, entre el 29 de septiembre de 2010 y el 19 de marzo de 2023, con 9 triunfos y 11 igualdades.

### La máxima goleada: el 7-0 de 2006
El domingo 15 de octubre de 2006, en el Estadio Ciudad de La Plata, donde fue local por primera vez, Estudiantes goleó a Gimnasia por 7-0 y logró el resultado de mayor diferencia en la historia del clásico de La Plata.
El partido, que correspondió a la 11.ª fecha del Torneo Apertura 2006, fue dirigido por Héctor Baldassi y debió ser suspendido durante cinco minutos por incidentes, sobre el final del encuentro, entre la policía y algunos simpatizantes de Gimnasia. El árbitro, ante la diferencia de siete goles y tras un pedido de los propios jugadores, dio por finalizado el clásico prematuramente, sin marcar tiempo adicional, a pesar de los minutos en que el partido estuvo demorado. Los goles de Estudiantes fueron marcados por José Luis Calderón (3), Diego Galván (2), Mariano Pavone y Pablo Lugüercio.

### Otras rivalidades
Además del clásico de La Plata, Estudiantes mantiene otras rivalidades menores con los denominados «cinco grandes del fútbol argentino»: Boca Juniors, River Plate, Independiente, Racing Club y San Lorenzo. También desarrolló cierta rivalidad con Huracán y Vélez Sarsfield y, a nivel internacional, con el Club Nacional de Football, de Uruguay, institución con la que mayor cantidad de veces se ha enfrentado y a la que más ha derrotado en copas continentales, con un total de 7 triunfos, 5 empates y 3 derrotas, en 15 partidos oficiales, desde 1969 hasta la edición 2022 de la Copa Libertadores de América.

## Datos futbolísticos
Resumen estadístico de la era profesional del fútbol argentino (1931-2025)
- Temporadas en Primera División: 94 (1931-1953, 1955-1993/94, 1995/96-actualidad)
- Temporadas en Segunda División: 2 (Primera B: 1954; Primera B Nacional: 1994/95)
- Mejor ubicación en Primera División: 1.º (Metropolitano: 1967 y 1982; Nacional: 1983; Apertura: 2006 y 2010)
- Peor ubicación en Primera División: 20.º (entre 20, en el Torneo Apertura 1993)[97]
- Ubicación en la tabla histórica de Primera División: 7.º (tras los denominados «cinco grandes» y Vélez Sarsfield)
- Mejor serie invicta en partidos de Primera División: 27 (Metropolitano 1967-Metropolitano 1968), cuarta marca más importante en torneos regulares del fútbol argentino.[287][n 9]
- Máxima cantidad de victorias consecutivas en Primera División: 10 (Metropolitano-Nacional 1967 y Apertura 2006), la tercera más importante en campeonatos regulares de AFA.[120]
- Jugador con más goles anotados en Primera División: Manuel Pelegrina, con 219 goles en 461 partidos.[n 10]
- Jugador con más partidos disputados en Primera División: Abel Ernesto Herrera, con 467 cotejos jugados entre 1972 y 1988.[n 11]
- Mayor goleada a favor en Primera División: 9-1 a Lanús, el 7 de abril de 1935.[288]
- Mayor goleada a favor en Segunda División: 8-1 a Nueva Chicago, el 18 de diciembre de 1954.[53]
- Mayor goleada en contra en Primera División: 1-8 con River Plate (11 de mayo de 1938), con Independiente (23 de junio de 1940) y con San Lorenzo (25 de septiembre de 1960).[289][290][291]
- Mayor goleada en contra en Segunda División: 0-5 con Central Córdoba (R), el 31 de julio de 1954.[53]

Resumen estadístico de torneos internacionales (1968-2025)
- Participaciones en torneos internacionales: 44
- Ediciones disputadas de la Copa Mundial de Clubes: 1 (2009)[292]
- Ediciones disputadas de la Copa Intercontinental: 3 (1968, 1969 y 1970)[293]
- Ediciones disputadas de la Copa Libertadores: 18 (1968, 1969, 1970, 1971, 1976, 1983, 1984, 2006, 2008, 2009, 2010, 2011, 2015, 2017, 2018, 2022, 2024 y 2025)[142]
- Ediciones disputadas de la Copa Sudamericana: 9 (2005, 2007, 2008, 2010, 2011, 2014, 2016, 2017 y 2023)[294]
- Ediciones disputadas de la Recopa Sudamericana: 1 (2010)[295]
- Ediciones disputadas de la Supercopa Sudamericana: 10 (de 1988 a 1997)[296]
- Ediciones disputadas de la Copa Interamericana: 1 (1969)[297]
- Ediciones disputadas de la Supercopa de Campeones Intercontinentales: 1 (1969)[76]
- Mejor ubicación en torneos internacionales: 1.º
- Peor ubicación en torneos internacionales: eliminado en Primera Ronda.
- Mejor serie invicta en partidos internacionales: 12 (Libertadores/Copa Mundial de Clubes 2009)
- Máxima cantidad de victorias consecutivas en torneos internacionales: 5 (Copa Interamericana/Libertadores 1969 y Libertadores 2010)
- Jugador con más goles anotados en torneos internacionales: Mauro Boselli, con 21 goles.
- Jugador con más partidos disputados en torneos internacionales: Leandro Desábato, con 83 cotejos jugados entre 2008 y 2018.
- Mayor goleada a favor en torneos internacionales: 5-1 a Juan Aurich de Perú, en la Copa Libertadores 2010,[298] y a Guaraní de Paraguay, en la Copa Libertadores 2011.[299]
- Mayor goleada en contra en torneos internacionales: 0-5 con Cruzeiro de Brasil, en la Copa Libertadores 2011.[300]
- Mayor remontada a favor en torneos internacionales: 4-3 al Sporting Cristal de Perú, en la Copa Libertadores 2006. Estudiantes perdía 0-3 al término del primer tiempo y revirtió el resultado en el complemento.[114]

## Jugadores

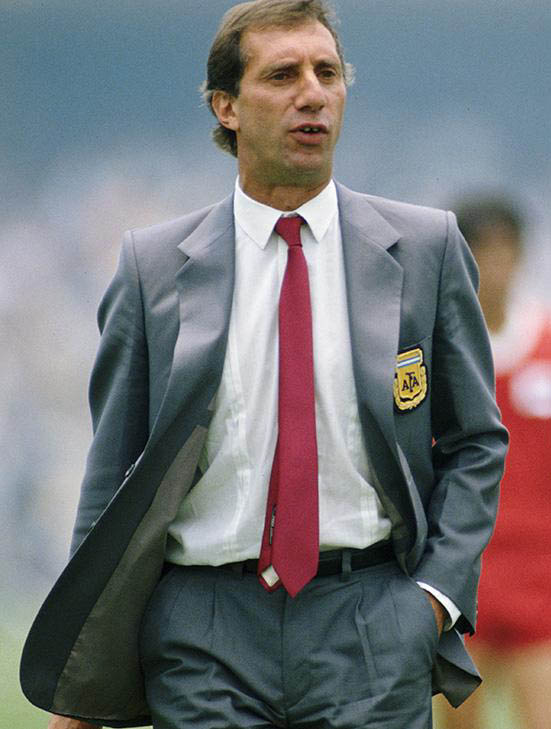
Carlos Bilardo, campeón en Estudiantes como jugador y DT y campeón del mundo como entrenador de Argentina.

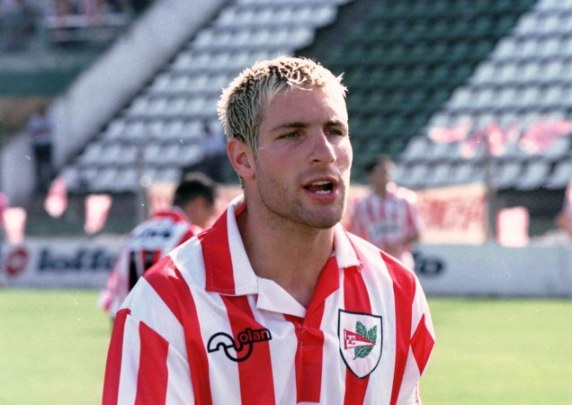
Martín Palermo, surgido de las Juveniles de Estudiantes, tercer goleador histórico en torneos AFA.

Desde la constitución del fútbol como disciplina de la institución, cerca de 1 200 jugadores han disputado partidos oficiales vistiendo la camiseta del Club Estudiantes de La Plata. Abel Ernesto Herrera, con 483 encuentros, es el futbolista con mayor cantidad de cotejos oficiales jugados en el club entre campeonatos de Primera División de AFA y copas internacionales organizadas por la CSF; Manuel Pelegrina, a su vez, es el máximo artillero de la historia de Estudiantes, y cuarto a nivel nacional en la máxima categoría de la era profesional, con 226 goles convertidos durante 18 temporadas.
Aunque históricamente las plantillas de los equipos de fútbol de la institución estuvieron compuestas de jugadores argentinos, hubo cerca de cien futbolistas de origen extranjero a lo largo de la historia, en la era rentada, con predominio de jugadores uruguayos y paraguayos.
De sus divisiones inferiores surgieron una gran cantidad de jugadores que luego integrarían las selecciones argentinas o tendrían trascendencia a nivel internacional, como Manuel Ferreira, Alejandro Scopelli, Enrique Guaita, Roberto Sbarra, Héctor Blotto, Gabriel Ogando, Ricardo Infante, Oscar Malbernat, Eduardo Luján Manera, Carlos Pachamé, Juan Ramón Verón, Pedro Verde, Patricio Hernández, José Luis Brown, Julián Camino, José Daniel Ponce, Miguel Ángel Russo, Néstor Craviotto, Roberto Trotta, José Luis Calderón, Martín Palermo, Juan Sebastián Verón, Ernesto Farías, Luciano Galletti, José Sosa, Mariano Pavone, Marcos Angeleri, Leandro Desábato, Pablo Piatti, Marcos Rojo, Federico Fernández, José Basanta, Jonathan Silva, Joaquín Correa, Gerónimo Rulli, Guido Carrillo, Santiago Ascacíbar, Juan Foyth, entre otros.
Desde el debut de Emilio Fernández, Carlos Galup Lanús y Ludovico Pastor, en 1913 ante el Seleccionado de Uruguay, hasta las convocatorias en las últimas temporadas de Marcos Angeleri, Mariano Andújar, Juan Sebastián Verón, Enzo Pérez, Mauro Boselli, Rodrigo Braña, Clemente Rodríguez, Federico Fernández, Christian Cellay y Leandro Desábato, setenta y tres (73) futbolistas de Estudiantes han participado en encuentros de la Selección Argentina mientras se desempeñaban en el club. Cuenta además con jugadores surgidos de su cantera que se han consagrado campeones de la Copa Mundial de Fútbol, de la Copa América, ganadores de la medalla de oro en los Juegos Olímpicos y campeones del Mundial Juvenil Sub-20.
En cuatro partidos oficiales, cinco futbolistas de Estudiantes integraron simultáneamente la alineación titular del seleccionado nacional en un cotejo oficial: en 1914, ante la Selección de Uruguay y su par de Brasil; y en 1984, ante los seleccionados de Suiza y Bélgica.
Luis Islas es el único que logró consagrarse campeón del mundo jugando profesionalmente en el club, en México 1986. En tanto que 25 jugadores participaron en alguna edición de la Copa América mientras se desempeñaban en la institución.
Estudiantes, a su vez, luego de los llamados «cinco grandes», es el club argentino que posee la mayor cantidad de futbolistas convocados (9) para disputar campeonatos mundiales con la selección argentina.

### Estadísticas generales
Se consideran partidos oficiales, de las eras amateur y profesional, por campeonatos de Primera División, copas nacionales y torneos internacionales.

#### Máximos goleadores
| Jugador            | Goles | Temporadas | Años              |
| ------------------ | ----- | ---------- | ----------------- |
| Manuel Pelegrina   | 226   | 18         | 1938-52 / 1954-56 |
| Alberto Zozaya     | 197   | 11         | 1929-39           |
| Ricardo Infante    | 191   | 15         | 1942-52 / 1957-60 |
| Alejandro Scopelli | 141   | 8          | 1926-33           |
| Hugo Gottardi      | 128   | 9          | 1976-83 / 1986/87 |

Nota: Si se tienen en cuenta los 14 goles que convirtió en el Campeonato de Segunda División 1954, la cantidad de goles convertidos por Manuel Pelegrina asciende a 240.

#### Mayores presencias
| Jugador              | Partidos | Temporadas | Años                     |
| -------------------- | -------- | ---------- | ------------------------ |
| Abel Ernesto Herrera | 483      | 17         | 1972-88                  |
| Manuel Pelegrina     | 480      | 18         | 1938-52 y 1954-56        |
| Mariano Andújar      | 458      | 13         | 2006-09 / 2012 / 2015-23 |
| Miguel Ángel Russo   | 435      | 14         | 1975-88                  |
| Leandro Desábato     | 422      | 16         | 1997-01 / 2004 / 2007-18 |

Nota: Si se tienen en cuenta los partidos que disputó por el Campeonato de Segunda División 1954, el jugador con mayor cantidad de presencias es Manuel Pelegrina, con 508 encuentros.

#### Goleadores en campeonatos, copas y torneos internacionales
| Jugador            | Carácter           | Torneo                    | Goles |
| ------------------ | ------------------ | ------------------------- | ----- |
| Jorge Calandra     | Copa Nacional      | Copa de Competencia 1917  | 4     |
| Francisco Bellomo  | Primera División   | Campeonato 1925           | 17    |
| Alberto Zozaya     | Primera División   | Campeonato 1931           | 33    |
| Alejandro Scopelli | Copa Nacional      | Copa de Competencia 1932  | 5     |
| Alberto Zozaya     | Primera División   | Campeonato 1936           | 16    |
| Ricardo Infante    | Copa Nacional      | Copa Escobar 1944         | 2     |
| Juan Silverio Oroz | Copa Nacional      | Copa de la República 1945 | 3     |
| Manuel Pelegrina   | Copa Nacional      | Copa de la República 1945 | 3     |
| Walter Garcerón    | Copa Nacional      | Copa Escobar 1946         | 1     |
| Ricardo Infante    | Copa Nacional      | Copa Escobar 1946         | 1     |
| Ignacio Peña       | Primera División   | Metropolitano 1973        | 17    |
| Alfredo Letanú     | Primera División   | Nacional 1977             | 13    |
| Sergio Fortunato   | Primera División   | Metropolitano 1979        | 17    |
| José Luis Calderón | Primera División   | Torneo Apertura 1995      | 13    |
| Ernesto Farías     | Primera División   | Torneo Apertura 2003      | 12    |
| Mariano Pavone     | Primera División   | Torneo Clausura 2005      | 16    |
| José Luis Calderón | Copa Internacional | Copa Libertadores 2006    | 5     |
| Mariano Pavone     | Copa Internacional | Copa Libertadores 2006    | 5     |
| Mauro Boselli      | Copa Internacional | Copa Libertadores 2009    | 8     |
| Mauro Boselli      | Primera División   | Torneo Clausura 2010      | 13    |
| Mauro Boselli      | Copa Nacional      | Copa de la Liga 2022      | 10    |

## Plantilla

### Altas y bajas 2025
Actualizado el 8 de agosto de 2025.

#### Entradas
| Jugador                | Nacionalidad         | Posición      | Procedencia   | Tipo     | Egreso         |
| Fernando Muslera       | Bandera de Uruguay   | Arquero       | Galatasaray   | Libre    | U$D 0          |
| Santiago Núñez         | Bandera de Argentina | Defensor      | Santos Laguna | Traspaso | U$D 2.500.000  |
| Leandro González Pírez | Bandera de Argentina | Defensor      | River Plate   | Libre    | U$D 0          |
| Ramiro Funes Mori      | Bandera de Argentina | Defensor      | River Plate   | Libre    | U$D 0          |
| Ezequiel Piovi         | Bandera de Argentina | Mediocampista | Liga de Quito | Traspaso | U$D 2.500.000  |
| Cristian Medina        | Bandera de Argentina | Mediocampista | Boca Juniors  | Traspaso | U$D 15.000.000 |
| Alexis Castro          | Bandera de Argentina | Mediocampista | Nacional      | Libre    | U$D 0          |
| Facundo Farías         | Bandera de Argentina | Delantero     | Inter Miami   | Traspaso | U$D 4.500.000  |
| Lucas Alario           | Bandera de Argentina | Delantero     | Internacional | Libre    | U$D 0          |
| ---------------------- | -------------------- | ------------- | ------------- | -------- | -------------- |

#### Salidas
| Jugador            | Nacionalidad         | Posición      | Destino            | Tipo            | Ingreso     |
| Federico Fernández | Bandera de Argentina | Defensor      | No                 | Retiro          | U$D 0       |
| Luciano Lollo      | Bandera de Argentina | Defensor      | Newell's Old Boys  | Fin de contrato | U$D 0       |
| Sebastián Boselli  | Bandera de Uruguay   | Defensor      | River Plate        | Fin de cesión   | U$D 0       |
| Enzo Pérez         | Bandera de Argentina | Mediocampista | River Plate        | Fin de contrato | U$D 0       |
| Nicolás Palavecino | Bandera de Argentina | Mediocampista | Defensa y Justicia | Traspaso        | U$D 500.000 |
| Pablo Piatti       | Bandera de Argentina | Delantero     | No                 | Retiro          | U$D 0       |
| ------------------ | -------------------- | ------------- | ------------------ | --------------- | ----------- |

### Préstamos 2025/26

#### Entradas
| Jugador         | Nacionalidad         | Posición      | Procedencia          | Opción de compra     | Hasta   | Egreso |
| Leonardo Suárez | Bandera de Argentina | Mediocampista | Universidad Nacional | Con opción de compra | 12/2025 | U$D 0  |
| --------------- | -------------------- | ------------- | -------------------- | -------------------- | ------- | ------ |

#### Salidas
| Jugador              | Nacionalidad         | Posición      | Destino                 | Opción de compra     | Hasta   | Ingreso     |
| Juan Pablo Zozaya    | Bandera de Argentina | Arquero       | Central Córdoba (SdE)   | Sin opción de compra | 12/2025 | U$D 0       |
| Matías Mansilla      | Bandera de Argentina | Arquero       | Atlético Tucumán        | Con opción de compra | 06/2026 | U$D 0       |
| Santiago Flores      | Bandera de Argentina | Defensor      | Independiente Rivadavia | Con opción de compra | 12/2025 | U$D 0       |
| Emanuel Dall'Aglio   | Bandera de Argentina | Defensor      | Cerrito                 | Sin opción de compra | 12/2025 | U$D 0       |
| Nicolás Fernández    | Bandera de Argentina | Defensor      | Colón                   | Con opción de compra | 12/2025 | U$D 0       |
| Gonzalo Piñeiro      | Bandera de Argentina | Mediocampista | Tigre                   | Con opción de compra | 12/2025 | U$D 0       |
| Bautista Kociubinski | Bandera de Argentina | Mediocampista | Montevideo City Torque  | Con opción de compra | 06/2026 | U$D 0       |
| Nehuén Benedetti     | Bandera de Argentina | Mediocampista | New York Red Bulls      | Con opción de compra | 12/2025 | U$D 0       |
| Javier Altamirano    | Bandera de Chile     | Mediocampista | Universidad de Chile    | Con opción de compra | 12/2025 | U$D 150.000 |
| Alexis Manyoma       | Bandera de Colombia  | Mediocampista | Colorado Rapids         | Con opción de compra | 07/2026 | U$D 100.000 |
| Axel Atum            | Bandera de Argentina | Mediocampista | Racing (M)              | Con opción de compra | 12/2025 | U$D 0       |
| Brian Orosco         | Bandera de Argentina | Mediocampista | Estudiantes (RC)        | Con opción de compra | 12/2025 | U$D 0       |
| Matías Godoy         | Bandera de Argentina | Delantero     | Central Córdoba (SdE)   | Con opción de compra | 06/2026 | U$D 0       |
| Agustín Palavecino   | Bandera de Argentina | Delantero     | Aldosivi                | Con opción de compra | 12/2025 | U$D 0       |
| Mauro Méndez         | Bandera de Uruguay   | Delantero     | Banfield                | Con opción de compra | 12/2026 | U$D 0       |
| Ezequiel Naya        | Bandera de Argentina | Delantero     | Deportivo Garcilaso     | Con opción de compra | 12/2025 | U$D 0       |
| Luciano Giménez      | Bandera de Argentina | Delantero     | Huracán                 | Con opción de compra | 06/2026 | U$D 0       |
| -------------------- | -------------------- | ------------- | ----------------------- | -------------------- | ------- | ----------- |

## Entrenadores

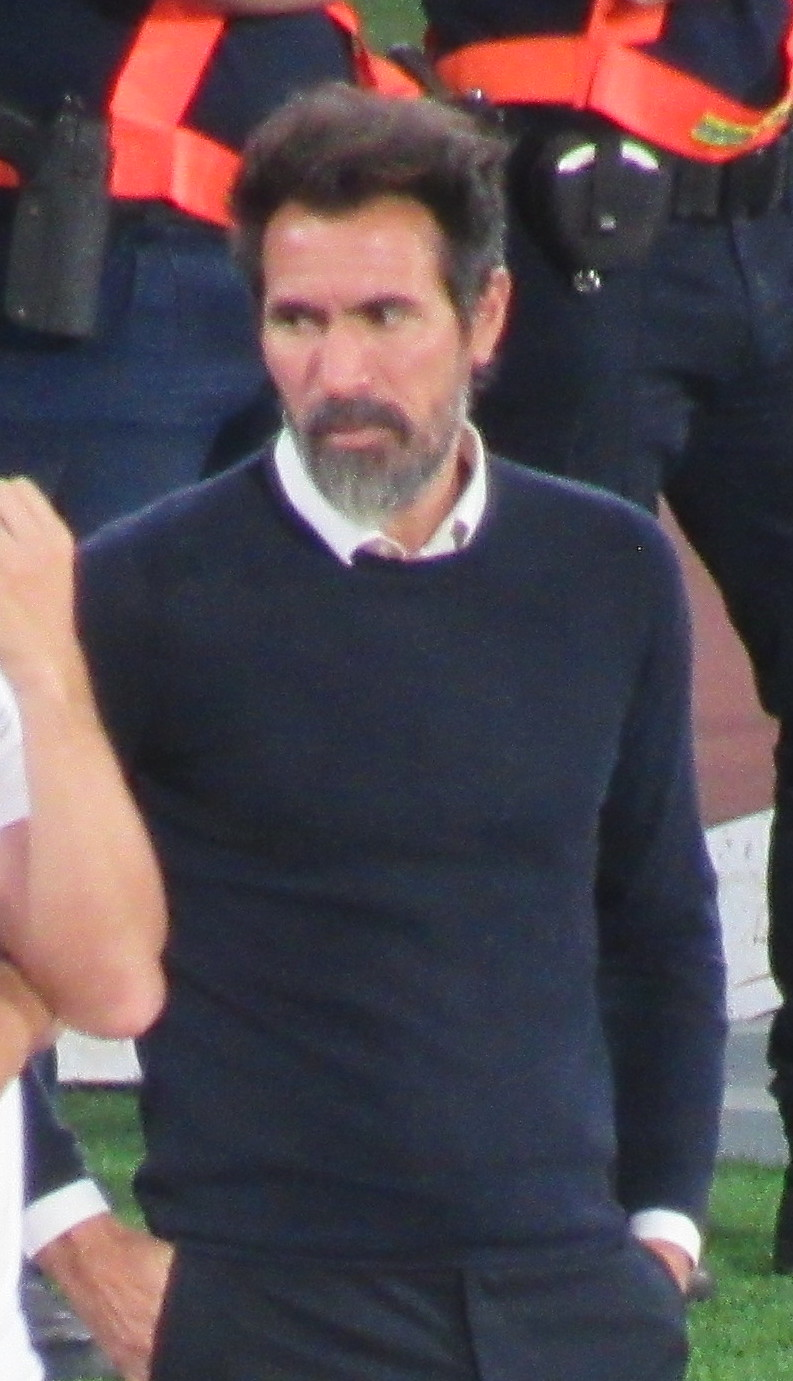
Eduardo Domínguez, actual DT, logró un triplete de copas entre 2023 y 2024.

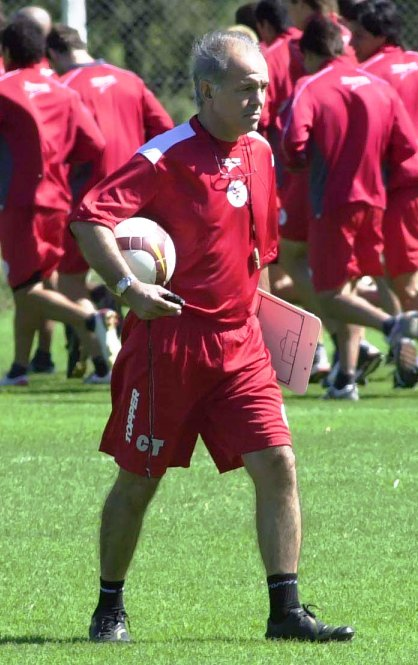
Alejandro Sabella, campeón en Estudiantes como jugador y DT.

El primer entrenador en dirigir un equipo de fútbol profesional en Estudiantes de La Plata fue el preparador físico Jaime José Rotman, durante el Campeonato de Primera División de 1933; fundamentalmente, porque, hasta la primera década del profesionalismo, los clubes argentinos optaban por encargar la dirección técnica a los jugadores más importantes o referentes del plantel, como sucediera en Estudiantes con Manuel Ferreira.
Eulogio Fernández fue otro de los preparadores físicos que tomó la conducción técnica y táctica del plantel de fútbol en distintas etapas: dirigió en 1934 y entre 1936 y 1938.
Osvaldo Zubeldía, entrenador del equipo campeón del mundo en 1968, es el técnico más ganador en la historia de Estudiantes con seis títulos oficiales (campeón de la Copa Intercontinental; de la Copa Libertadores de América 1968, 1969 y 1970; de la Copa Interamericana 1969; y del Torneo Metropolitano 1967, el primer campeonato oficial en ligas de Primera División logrado por el club en la era profesional). También alcanzó las finales de la Copa Intercontinental en 1969 y 1970; y del Campeonato Metropolitano 1968, cuando fue subcampeón tras caer ante San Lorenzo.
Los siguientes títulos en la división superior fueron obtenidos bajo la dirección técnica de Carlos Bilardo, en el Metropolitano 1982 (antes había sido subcampeón del Nacional 1975); de Eduardo Luján Manera, en el Nacional 1983; de Diego Simeone, en el Torneo Apertura 2006; y de Alejandro Sabella, en 2009 y 2010. Mientras que las cinco copas nacionales de AFA obtenidas en la historia del club fueron conquistadas bajo la dirección técnica de Alberto Viola (Copa Escobar 1944), Alberto Zozaya (Copa de la República 1945) y Eduardo Domínguez (Copa Argentina 2023, Copa de la Liga 2024 y Trofeo de Campeones 2024).
Además de ser junto a Zubeldía el entrenador más destacado de la historia de Estudiantes, Carlos Bilardo es uno de los dos únicos técnicos argentinos que lograron consagrarse campeón en Primera División y en una Copa del Mundo con el seleccionado nacional, en el Mundial de México 1986.
Con la conducción de Leonardo Astrada, quien asumió durante el desarrollo del Torneo Apertura y de la Copa Sudamericana 2008 tras la renuncia de Roberto Sensini, el club alcanzó la instancia final del torneo continental y logró clasificarse para una definición de copa internacional después de 37 años.
Alejandro Sabella, un exfutbolista de la institución que integró los planteles campeones de Primera División de 1982 y 1983, debutó en el cargo en 2009 y en su primera experiencia al frente de un equipo se consagró campeón de la Copa Libertadores de ese año, la cuarta de Estudiantes en su historia, constituyendo un hecho sin antecedentes en el club. Es, además, el primer entrenador que logra un título internacional en la institución tras el exitoso ciclo de Osvaldo Zubeldía; y quien más títulos oficiales obtuvo luego de éste y de Eduardo Domínguez, con la consagración en el Torneo Apertura 2010, el quinto de Estudiantes a nivel nacional en campeonatos de Primera División organizados durante la era profesional.
El actual entrenador del equipo de fútbol masculino es Eduardo Domínguez, quien asumió en el cargo durante la disputa del Campeonato de Primera División 2023 de la Liga Profesional de Fútbol. Bajo su dirección técnica, Estudiantes volvió a obtener un título oficial tras 13 años y se coronó campeón de la Copa Argentina 2023, de la Copa de la Liga 2024 y del Trofeo de Campeones 2024. Además, fue finalista de la Supercopa Argentina 2023, que perdió al ser derrotado 2-1 por River Plate. Estos logros lo posicionaron como el segundo entrenador de fútbol más ganador de la historia del club, luego del ciclo victorioso de Osvaldo Zubeldía entre 1965 y 1970.

## Palmarés
En negrita, las competiciones vigentes en la actualidad.

### Torneos nacionales (11)
| Organizados por FAF, AAmF y AFA       | Organizados por FAF, AAmF y AFA                                              | Organizados por FAF, AAmF y AFA                                                    |
| Competición nacional                  | Títulos                                                                      | Subcampeonatos                                                                     |
| Ligas                                 | Ligas                                                                        | Ligas                                                                              |
| ------------------------------------- | ---------------------------------------------------------------------------- | ---------------------------------------------------------------------------------- |
| Campeonato de Primera División (6/7)  | 1913, Metropolitano 1967, 1982, Nacional 1983, Apertura 2006, Apertura 2010. | 1914, 1919, 1930, Nacional 1967, Metropolitano 1968, Nacional 1975, Clausura 2010. |
| Campeonato de Segunda División (3/0)  | 1911, 1954, 1994/95.                                                         |                                                                                    |
| Copas                                 |                                                                              |                                                                                    |
| Trofeo de Campeones (1/0)             | 2024.                                                                        |                                                                                    |
| Copa de la Liga (1/0)                 | 2024.                                                                        |                                                                                    |
| Copa Argentina (1/0)                  | 2023.                                                                        |                                                                                    |
| Copa de la República (1/0)            | 1945.                                                                        |                                                                                    |
| Copa Adrián C. Escobar (1/0)          | 1944.                                                                        |                                                                                    |
| Supercopa Internacional (0/1)         |                                                                              | 2024.                                                                              |
| Supercopa Argentina (0/1)             |                                                                              | 2023.                                                                              |
| Copa Juan Domingo Perón (0/1)         |                                                                              | 1955.                                                                              |
| Copa de Competencia (0/1)             |                                                                              | 1932.                                                                              |
| Copa de Competencia Jockey Club (0/1) |                                                                              | 1917.                                                                              |

### Torneos internacionales (6)
| Organizados por FIFA y CONMEBOL                                 | Organizados por FIFA y CONMEBOL | Organizados por FIFA y CONMEBOL |
| Competición internacional                                       | Títulos                         | Subcampeonatos                  |
| --------------------------------------------------------------- | ------------------------------- | ------------------------------- |
| Copa Intercontinental / Copa Mundial de Clubes de la FIFA (1/3) | 1968.                           | 1969, 1970, 2009.               |
| Copa Libertadores de América (4/1)                              | 1968, 1969, 1970, 2009.         | 1971.                           |
| Copa Interamericana (1/0)                                       | 1969.                           |                                 |
| Copa Sudamericana (0/1)                                         |                                 | 2008.                           |
| Recopa Sudamericana (0/1)                                       |                                 | 2010.                           |

### Torneos nacionales amistosos
| Competición                                    | Títulos                      |
| ---------------------------------------------- | ---------------------------- |
| Copa Diario La Verdad (1)                      | 1912                         |
| Campeonato de Mayo (Reducido) (1)              | 1914                         |
| Copa Beneficencia Cruz Roja Británica (1)      | 1917                         |
| Copa Al Vencedor (1)                           | 1920                         |
| Copa Modestino Pizarro (1)                     | 1928                         |
| Copa Gobernador de Córdoba «José Ceballos» (1) | 1929                         |
| Copa Intendencia Municipal de Baradero (1)     | 1929                         |
| Copa Federico Mansilla «El Abuelito» (1)       | 1936                         |
| Copa Intendente Municipal de La Plata (1)      | 1937                         |
| Copa Fernández Valdés (1)                      | 1938                         |
| Copa Gobernador Mercante (1)                   | 1948                         |
| Copa Intendente Municipal de San Rafael (1)    | 1951                         |
| Copa Aniversario Ciudad de La Plata (1)        | 1957                         |
| Copa Sportman de Choele Choel (1)              | 1964                         |
| Copa Defranco (2)                              | 1965, 1966                   |
| Copa Municipalidad de Tres Arroyos (1)         | 1969                         |
| Copa Genaro Rucci (5)                          | 1970, 1971, 1972, 1974, 1986 |
| Copa Diario El Día (2)                         | 1972, 1991                   |
| Trofeo Antonio Curcu (1)                       | 1975                         |
| Copa San Martín de Tours (1)                   | 1982                         |
| Copa Challenger (1)                            | 1985                         |
| Torneo Selección '90 (1)                       | 1988                         |
| Copa Municipalidad de Trenque Lauquen (1)      | 1999                         |
| Copa Ciudad de La Plata (4)                    | 2000, 2002, 2015, 2016       |
| Copa Histórica Ciudad Federal de Tucumán (1)   | 2003                         |
| Copa Amistad (1)                               | 2003                         |
| Copa Ciudad de Mar del Plata (2)               | 2006, 2011                   |
| Copa Centenario (Mar del Plata) (1)            | 2006                         |
| Copa 70º Aniversario Radio Provincia (1)       | 2007                         |
| Copa Estado de Israel (1)                      | 2007                         |
| Triangular de Verano de Mar del Plata (1)      | 2010                         |
| Copa Ciudad de Catamarca (1)                   | 2011                         |
| Copa de Oro de Mar del Plata (2)               | 2014, 2016                   |
| Copa Juan Miguel Echecopar (1)                 | 2014                         |
| Copa San Luis Inspira (1)                      | 2015                         |
| Copa BPlay (1)                                 | 2021                         |
| Copa Noche del León (2)                        | 2023, 2024                   |
| Copa Ruge Noche del León (1)                   | 2025                         |

### Torneos internacionales amistosos
| Competición                                                 | Títulos |
| ----------------------------------------------------------- | ------- |
| Copa Empresas Bertolini (Costa Rica) (1)                    | 1941    |
| Trofeo Fermín Sorhueta (Uruguay) (1)                        | 1957    |
| Copa Mario Echandi (Costa Rica) (1)                         | 1960    |
| Copa Antonio Escarre (Costa Rica) (1)                       | 1960    |
| Copa Peter Vélez (Costa Rica) (1)                           | 1960    |
| Trofeo Luis Otero (España) (1)                              | 1967    |
| Trofeo Fomento del Turismo Triangular de Palma (España) (1) | 1967    |
| Trofeo Festa d'Elx (España) (1)                             | 1969    |
| O'Keefe Cup (Canadá) (1)                                    | 1974    |
| Trofeo Peña Salamanca (España) (1)                          | 1975    |
| Trofeo Al Ganador (Venezuela) (1)                           | 1977    |
| Trofeo Unysis Corporation (Chile) (1)                       | 1992    |
| Copa Cristal (Chile) (1)                                    | 2005    |
| Copa Laboratorios Microsules (Uruguay) (1)                  | 2007    |
| Copa Ciudad de La Serena (Chile) (1)                        | 2008    |
| Trofeo DirecTV (Argentina) (1)                              | 2013    |
| Copa Radio Agricultura (Chile) (1)                          | 2016    |
| Copa Noche Alba (Chile) (1)                                 | 2019    |
| Copa Héctor «Manco» Castro (Uruguay) (1)                    | 2022    |

## Secciones

### Baloncesto
El equipo superior de caballeros tiene actividad a nivel local en el torneo de la Asociación Platense de Básquetbol, que reúne a los clubes de La Plata más representativos de ese deporte; y desde 2011, nuevamente a nivel nacional, al lograr el ascenso al Torneo Federal de Básquetbol, exLiga B, la tercera categoría del baloncesto profesional argentino. En esta división, disputó, por primera vez en su historia, una de las finales de la Conferencia Capital Bonaerense de la Región Sur, en la temporada 2014/15, que otorgaba una plaza al Torneo Nacional de Ascenso. Pero fue vencido por el Club Atenas de Carmen de Patagones, en el tercer y definitivo partido de la serie.
El baloncesto masculino en Estudiantes de La Plata comienza su etapa más destacada a finales de la década de 1930, con la incorporación de Eulogio Fernández a la dirección técnica. En 1939 obtiene el torneo de la Asociación Argentina de Básquetbol, competencia que albergaba a los equipos de la zona metropolitana, el primero de la historia para el club y para una institución de La Plata.
La conquista de su segundo campeonato argentino, en 1947, posibilitó la llegada de su entrenador a la dirección técnica de la Selección Nacional, cargo en el que Eulogio Fernández ya se había desempeñado en 1938, cuando se produjo el primer triunfo de la historia de un combinado argentino (el Club contó con la representación de Carlos Orlando) frente a uno estadounidense, el de la Unión Atlética Amateur, compuesto de jugadores universitarios.
Tras lograr el tercer campeonato nacional, en 1952, con la presencia de los primeros extranjeros en integrar un equipo de este deporte en Argentina (los húngaros Fransua Nemeth y Lowics), por razones reglamentarias, Estudiantes retornó a los torneos de la Asociación Platense de Básquetbol.
También contó con una breve participación en la rama femenina de este deporte, entre las décadas de 1950 y 1960, con actuaciones a nivel local y metropolitano.

### Balonmano
Las ramas masculina y femenina de balonmano participan, a nivel metropolitano, en los torneos de la Liga de Honor organizados por la FeMeBal, confederación que luego clasifica a sus representantes a los campeonatos nacionales de la CAH. En ambas disciplinas, el club ha obtenido títulos oficiales nacionales y regionales a lo largo de su historia: en damas, se consagró campeón del máximo torneo argentino en cuatro oportunidades, en el Nacional de Clubes de las temporadas 2002, 2008, 2010 y 2011; mientras que también obtuvo el Torneo Metropolitano en 2001, 2002 y 2005; y el denominado «Súper 4» en la temporada 2011. En caballeros, su logro más destacado fue la Liga de Honor de 1979.
En la rama femenina, a su vez, contó con representación en las selecciones de la especialidad que participaron en algunos de los últimos certámenes internacionales, como María Pilar Romero y Magdalena Decilio: los Mundiales de Croacia 2003, Rusia 2005, Francia 2007 y China 2009; los Juegos Panamericanos 2007, donde el combinado argentino obtuvo la medalla de bronce; y el Panamericano de Chile 2009, en el que la Selección nacional derrotó por primera vez en su historia al conjunto femenino brasileño y se consagró campeón.

### Fútbol femenino
Estudiantes cuenta con una sección de fútbol femenino que, hasta 2023, participó en el Campeonato de Primera División de esa disciplina, siendo, junto a Gimnasia y Esgrima, los únicos clubes representantes de la ciudad de La Plata en los torneos oficiales de AFA. Su mejor participación histórica fue el subcampeonato obtenido en el Torneo Apertura 2011.
En la temporada 2017/18 obtuvo la Copa de Plata, torneo promocional que disputaban los equipos ubicados entre el 7.º y el 12.º puesto que no clasificaban a la definición del título por la Copa de Oro.
La disciplina comenzó a ser profesional a partir del inicio del Campeonato 2019/20, por lo que ocho futbolistas de la institución empezaron a percibir ingresos fijos, en concepto de salarios, de forma mensual. Evangelina Alfano es la primera futbolista profesional de la historia del club.

### Vóley

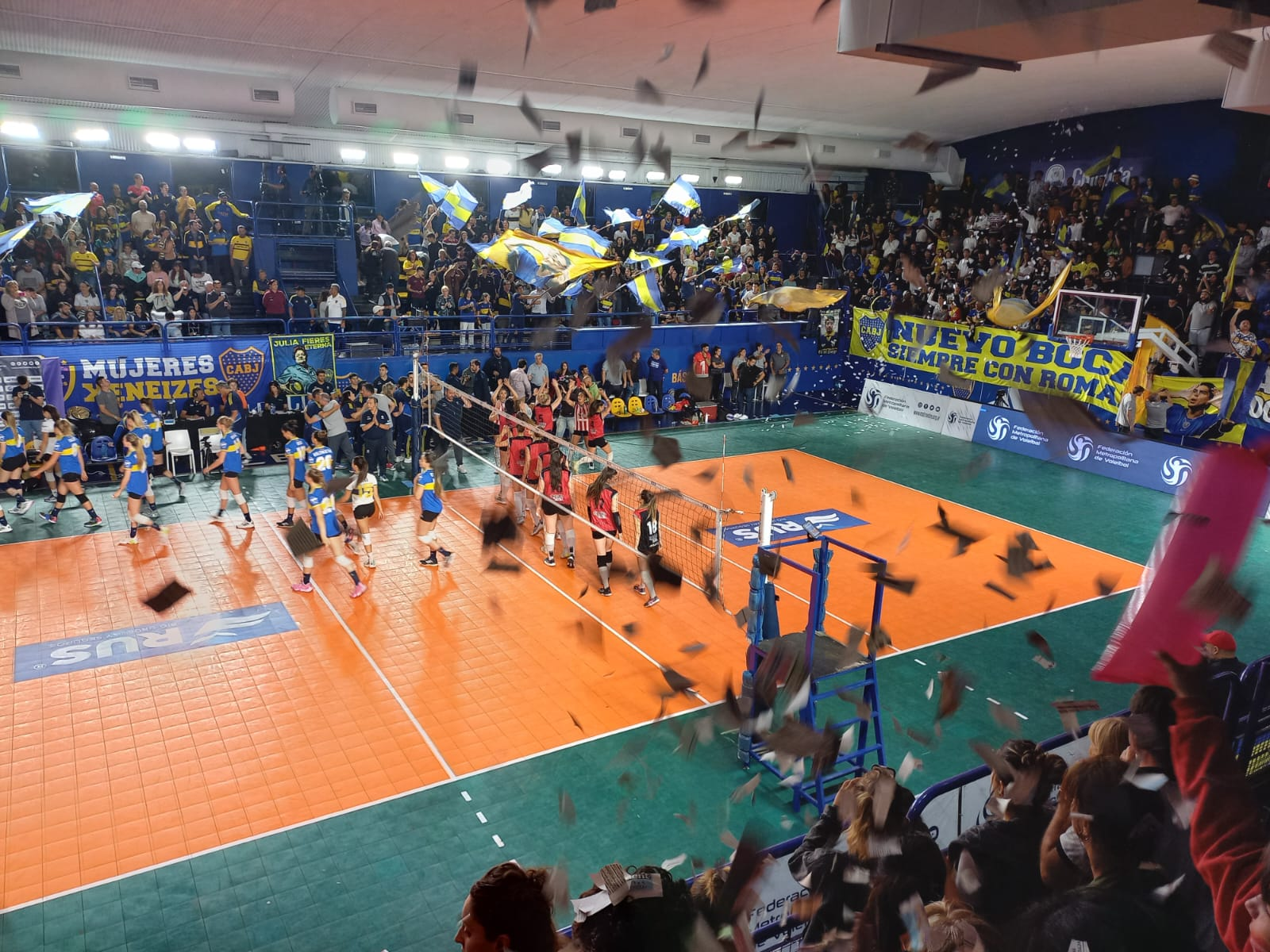
Final del Torneo 2023 de la División de Honor Femenina entre Estudiantes y Boca Juniors.

El club tiene representación en las ramas masculina y femenina, disciplinas que participan en la máxima categoría de los torneos oficiales organizados por la Federación Metropolitana de Voleibol: la División de Honor. El equipo femenino, además, desde el ascenso obtenido en 2018, integra la Liga Nacional de Vóley, la división superior de este deporte a nivel nacional. Mientras que los caballeros participan del Torneo Argentino de Clubes, segunda categoría federal de esta rama.
En la temporada 2023, y por primera vez en su historia, Estudiantes accedió a la final del Campeonato Metropolitano de la División de Honor Femenina al vencer a su clásico rival, y vigente bicampeón de la competencia, Gimnasia y Esgrima La Plata, por 2-0, en la serie semifinal. En la final, cayó ante Boca Juniors por 1-2.
La rama femenina de vóley también alcanzó la final de la Liga Nacional de Vóley 2024 por primera vez en su historia. Clasificó a esta instancia luego de ubicarse 4.º en la fase regular y acceder a los cuartos de final, donde eliminó a Club Sonder (3-0 y 3-2). En semifinales derrotó a Boca Juniors, que llegaba invicto a esta instancia, por 3-0 y 3-2. En la final fue vencido por el CEF 5 de La Rioja (0-3 y 0-3) y se consagró nuevamente subcampeón.
El subcampeonato en la Liga Nacional le permitió hacer su debut en la edición 2025 del Sudamericano de Clubes de Vóley Femenino, en el cual finalizó en el 4.º puesto luego de ser derrotado en el partido por la medalla de bronce frente a Gerdau Minas, de Brasil, por 3-0.
Similar desempeño al de 2024 obtuvieron en la Liga Nacional de Vóley 2025, donde el equipo femenino enfrentó, en una histórica final, a su clásico rival platense, Gimnasia La Plata, que lo derrotó por un global de 2-0 (3-2 y 3-0). Estudiantes había ocupado el 3.° lugar en la fase regular para luego eliminar a Ferro Carril Oeste por 2-0 (3-0 y 3-1), en cuartos de final, y a Boca Juniors, en condición de visitante, nuevamente en semifinales, por 2-1 (0-3, 3-2 y 3-2).

### Otras disciplinas
Estudiantes de La Plata tiene actividad amateur en varios deportes, a excepción del fútbol profesional, su principal disciplina, con equipos que compiten en campeonatos oficiales a nivel nacional, metropolitano y local.
- Judo: El club contó con la representación de Paula Pareto, la primera judoca argentina en obtener una medalla olímpica en la categoría 48 kilogramos de ese deporte. Fue durante los Juegos de Pekín 2008, donde ganó la medalla de bronce contra la norcoreana Pak Ok Song.[367][368] En esa misma categoría, logró la medalla de oro en la Copa del Mundo 2011 realizada en Venezuela, al vencer en la final a la brasileña Taciana Lima,[369] y alcanzó el subcampeonato en el Mundial de Rusia 2014.[370] También se consagró bicampeona panamericana, en 2009 y 2011,[371] y sumó medallas en los dos últimos Juegos Panamericanos: bronce en Río de Janeiro 2007 y oro en Guadalajara 2011.[372] En 2016, ya alejada de la institución,[373] se consagró campeona olímpica, nuevamente en la categoría de hasta 48 kilogramos, al vencer a la coreana Bokyeong Jeong en la final de los Juegos de Río de Janeiro, siendo la primera medalla de oro obtenida por una mujer en la historia del deporte argentino; y la primera presea dorada lograda en esta disciplina.[374]

- Hockey sobre césped: comenzó a competir, en esta disciplina, en 1989. La rama femenina participa, desde 2016, del torneo de Primera C de la Asociación Amateur de Buenos Aires, luego de haber obtenido el ascenso de categoría tras cuatro temporadas.[375][376] En la misma división, los caballeros compiten en el campeonato de Primera B.
- Ajedrez
- Boxeo
- Gimnasia artística
- Golf
- Natación
- Patín artístico
- Pelota paleta
- Pesas
- Taekwondo
- Tenis